# Kim Clijstersová
Kim Antonie Lode Clijstersová (nepřechýleně Clijsters ([kɪm ˈklɛistərs]IPA  výslovnost; * 8. června 1983 Bilzen) je bývalá belgická tenistka a světová jednička ve dvouhře i čtyřhře, která se na profesionálních okruzích s pauzami pohybovala v letech 1997–2021. Za svou kariéru na WTA Tour vyhrála čtyřicet jedna singlových a jedenáct deblových turnajů. V rámci okruhu ITF získala tři tituly ve dvouhře a tři ve čtyřhře.
Na žebříčku WTA byla ve dvouhře nejvýše klasifikována v srpnu 2003 na 1. místě a ve čtyřhře pak v témže měsíci také na 1. místě. Na čele singlové klasifikace setrvala ve čtyřech oddělených obdobích celkem 20 týdnů. V sezóně 2003 byla světovou jedničkou dvanáct týdnů, v roce 2006 sedm a v únoru 2011 pak jeden týden. Ve čtyřhře vedla světový žebříček čtyři týdny během srpna 2003.
Na nejvyšší grandslamové úrovni triumfovala třikrát ve dvouhře na US Open 2005, 2009 a 2010 a jednou na Australian Open 2011. Čtyřikrát odešla z utkání o titul poražena. Ve čtyřhře si připsala spolu s Japonkou Ai Sugijamovou dvě vítězství na French Open 2003 a ve Wimbledonu 2003. V letech 2002, 2003 a 2010 vyhrála všechna tři singlová finále na Turnaji mistryň. Jediné deblové finále se Sugijamovou v roce 2003 naopak prohrály. Dne 6. května 2007 oznámila okamžité ukončení profesionální kariéry s cílem založit rodinu. V červenci 2006 se vdala za amerického basketbalistu Briana Lynche a v únoru 2008 porodila dceru Jadu Elle. Téměř po dvou letech mimo tenis, sdělila na tiskové konferenci konané 26. března 2009, že se na okruh WTA vrátí letní sezónou na amerických betonech. Po obnovení kariéry startovala díky divoké kartě na cincinnatském a torontském turnaji. Titul získala na třetí pokus, když vyhrála zářijový grandslam US Open. Od roku 1980 a wimbledonského titulu Australanky Evonne Goolagongové se tak stala první matkou, která dosáhla na grandslam.
V belgickém fedcupovém týmu debutovala v roce 2000 dubnovým utkáním základního moskevského bloku Světové skupiny proti Austrálii, v němž podlehla Jeleně Dokićové. V madridském finále Fed Cupu 2001 se Španělskem přispěla jedním bodem, když porazila Arantxu Sánchezovou Vicariovou a s belgickým družstvem slavila titul po výhře 3–0 na zápasy. Celkově v soutěži nastoupila k sedmnácti mezistátním utkáním s bilancí 21–3 ve dvouhře a 3–1 ve čtyřhře. Belgii také reprezentovala na londýnských Hrách XXX. olympiády, kde ve dvouhře prohrála čtvrtfinále s třetí nasazenou Ruskou Marií Šarapovovou po dvousetovém průběhu.
V červnu 2011 ji americký časopis Time zařadil mezi „30 legend ženského tenisu: Minulosti, současnosti a budoucnosti“. Magazín Forbes pak tenistku v srpnovém vydání 2011 označil za pátou nejlépe placenou sportovkyni uplynulého roku.
Na tiskové konferenci konané 20. května 2012 oznámila, že závěrečný turnaj kariéry odehraje na zářijovém US Open. Dne 29. srpna 2012 nastoupila do posledního utkání dvouhry, kterým se stala prohra ve druhém kole US Open 2012. S profesionálním tenisem se rozloučila druhým kolem smíšené čtyřhry na newyorském grandslamu, z něhož spolu s Bobem Bryanem odešla 1. září poražena. Oficiálním datem ukončení kariéry se stalo 2. září 2012.
V letech 2005 a 2010 ji Ženská tenisová asociace vyhlásila Hráčkou roku a v roce 2005 se stala mistryní světa ITF. Opakovaně obdržela cenu pro nejlepší belgickou sportovkyni roku.
V září 2019 oznámila, že se po sedmileté přestávce vrátí v sezóně 2020 k profesionálnímu tenisu. První zápas obnovené kariéry odehrála na únorovém Dubai Tennis Championships 2020, v němž podlehla úřadující finalistce Australian Open Garbiñe Muguruzaové  a následně zaznamenala prohru v prvním kole Monterrey Open proti hráčce první dvacítky Kontaové. Její comeback pak zastavilo přerušení WTA Tour kvůli pandemii koronaviru.

## Herní styl

### Základní údery a hra na síti
Kvalitní a aktivní hru od základní čáry podporovala dobrá fyzická kondice. Tenistka využívala několik variant forhendu a bekhendu umisťovaných hluboko do dvorce. Největší zbraní byl forhendový úder, s nímž dokázala zahrát vítězný míč z každé pozice na kurtu. Jím se také snažila soupeřce vnutit vlastní styl a dostat ji tak pod tlak. Druhým silným úderem byl obouručný bekhend, jeden z nejsilnějších na ženském profesionálním okruhu. Rychlé a dobře umístěné byly především křižné bekhendové údery. Nátlakové pojetí kombinovala se zkrácenými míči a kratšími slajsovanými bekhendy, kterými se snažila přilákat protihráčku na síť, kde se řada tenistů cítí být zranitelná. Využívala také rychlý přechod od základní čáry na síť, kde se snažila zahrát konečný volej. Zejména ve čtyřhře pak využívala dobrou volejovou techniku.

### Podání
První podání nedosahovalo velké síly, ale jeho předností bylo dobré umístění. Pokud jej během utkání nekazila, řadil se k jejím účinným zbraním. U druhého podání využívala přesného umístění. V některých utkáních se však dopouštěla mnoha dvojchyb.

### Obranná hra a pohyb
Oceňována byla za kvalitní celodvorcovou obrannou hru, kterou praktikovala díky rychlosti, fyzickému fondu a schopnosti vracet míče z obtížných pozic. Na okruhu WTA patřila k úzké skupině hráček na všech površích schopných doklouzávat k míčům a končit pohyb až v širokém rozkročení. Disponovala schopností výborného udržování rovnováhy, k níž jí napomáhala mohutná postava, fyzická síla a ohebnost. Fyzickou výbavu zdědila po otci Lei Clijstersovi, belgickém fotbalovém reprezentantu a flexibilitu po matce Els Clijstersové, která zemi reprezentovala v gymnastice.
Maria Šarapovová v rozhovoru po prohraném utkání s Clijstersovou na Miami Masters 2005 sdělila: „Prostě musíte počítat s tím, že vám každej míček vrátí zpátky.“ Vymanění se z defenzívy a přechodová fáze do útoku byly řazeny k nejlepším v ženském tenisu.

## Tenisová kariéra

### Juniorské období
V juniorské kategorii se probojovala do finále dvouhry ve Wimbledonu 1998, v němž podlehla Slovince Katarině Srebotnikové ve dvou setech. Na konečném juniorském žebříčku ITF ve dvouhře skončila roku 1998 jedenáctá. Ve čtyřhře získala titul spolu s Jelenou Dokićovou na juniorce French Open 1998, když ve finále porazily ruský pár Jelena Dementěvová a Naděžda Petrovová. Druhé vítězství přidala s dánskou tenistkou Evou Dyrbergovou na juniorce US Open 1998, když triumfovaly nad australskou dvojici Dokićová a Dominikovicová. V deblové juniorské klasifikaci ITF sezónu 1998 zakončila na čtvrté příčce.

### 1999: První titul WTA a nováček roku
V sezóně 1999 vstoupila do profesionálního tenisu. Premiérový turnaj na okruhu WTA odehrála v Antverpách, kde jako kvalifikantka ve čtvrtfinále podlehla pozdější finalistce Sarah Pitkowské-Malcorové. V utkání neproměnila mečbol. Ve čtyřhře se probojovala spolu s Nirupamou Vaidyanathanovou, také do čtvrtfinálové fáze, v níž nestačily na pár Vanessa Mengová a Miho Saekiová.
Do hlavní soutěže dvouhry na grandslamu poprvé z kvalifikace prošla na travnatém Wimbledonu. Včetně kvalifikační kol zvítězila v šesti zápasech za sebou, když v nich ztratila pouze 25 her. Na cestě do osmifinále na její raketě zůstala jihoafrická turnajová desítka Amanda Coetzerová. V něm pak nestačila na svůj dětský vzor – Němku Steffi Grafovou, když utkání provázelo deštivé počasí. Na posledním grandslamu sezóny US Open ji ve třetím kole vyřadila vítězka turnaje Serena Williamsová.
V podzimní části roku si připsala první titul na okruhu WTAve dvouhře poté, co zvítězila na lucemburském turnaji Fortis Championships Luxembourg. Následovala premiérová turnajová výhra ve čtyřhře. Spolu s krajankou Laurence Courtoisovou se jí dočkaly na bratislavském Eurotel Slovak Open, kde si také neúspěšně zahrála finále dvouhry. WTA Tour ji v závěru sezóny vyhlásila Nováčkem roku. K sezóně 2013 byla jedinou takto oceněnou Belgičankou.

### 2000–2002: Vítězka Turnaje mistryň
V sezóně 2001 se poprvé probojovala do finále turnaje kategorie WTA Tier I v kalifornském Indian Wells, v němž nestačila na Serenu Williamsovou. Američanku však diváci vypískali, protože v předchozím utkání její sestra Venus Williamsová odstoupila pouhé čtyři minuty před začátkem, čímž usnadnila mladší Sereně postup. Od této chvíle obě sourozenkyně Williamsové turnaj bojkotují. Na premiérové grandslamové finále dosáhla během pařížského French Open 2001, v němž svedla vyrovnanou bitvu s Američankou Jennifer Capriatiovou, které podlehla až v rozhodujícím setu 10–12 na gamy. Třetí sada utkání trvajícího 2.21 hodin se stala nejdelším setem v historii ženského finále Roland Garros. Přestože byla Belgičanka čtyřikrát pouhé dva míče od vítězství, utkání ztratila.
V závěrečném turnaji sezóny 2002 pro nejlepší tenistky uplynulého roku získala první velký titul. Turnaj mistryň hraný v Los Angeles nesl sponzorský název Home Depot Championships. Ve finále porazila světovou jedničku Serenu Williamsovou, čímž přerušila její sérii osmnácti vítězných zápasů a uštědřila jí pátou porážku v sezóně. V předchozím průběhu zdolala turnajovou čtyřku Justine Heninovou a druhou nasazenou Venus Williamsovou. Stala se teprve čtvrtou tenistkou na okruhu, jíž se podařilo přehrát obě sestry Williamsovy na jediném turnaji. Vyrovnala také rekord turnaje mistryň v kritériu nejméně prohraných gamů.

### 2003: Cesta na tenisový trůn

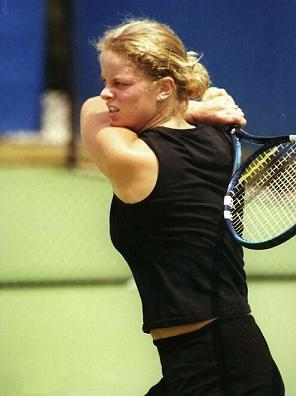
Clijstersová v roce 2003

Úvodní australskou část sezóny zahájila startem na sydneyském Adidas International, kde získala po turnaji mistryň druhý titul v řadě, když ve finále porazila americkou hráčkou Lindsay Davenportovou ve dvou setech. V předchozí fázi na její raketě postupně zůstaly Patty Schnyderová, Chanda Rubinová a také Justine Heninová. Do melbournského Australian Open přijížděla jako jedna z kandidátek na titul. Na jeho zisk však musela zapomenout po semifinálové prohře, když jí poslední porážku oplatila Serena Williamsová. V utkání prohospodařila výrazný náskok, když ve třetí sadě vedla již 5–1 a měla dva mečboly. Následně prohrála šest her za sebou, což znamenalo ztrátu celého zápasu. V Melbourne Parku do té chvíle prezentovala kvalitní tenis. V pěti utkáních ztratila pouze patnáct her, když v prvním kole přešla přes Samanthu Reevesovou ve druhém nedovolila Petře Mandulové uhrát ani jednu hru, poté si poradila s Taťánou Pučekovou, a v osmifinále také s Amandou Coetzerovou. Ve čtvrtfinále na ni nestačila Ruska Anastasija Myskinová. Z Austrálie zamířila do Spojených států, kde vyhrála Pacific Life Open v Indian Wells, když ve finále porazila Lindsay Davenportovou.
Poté, co v rozhodujícím setu semifinále na German Open zdolala Jennifer Capriatiovou poměrem 6–4, čekala na ni krajanka Justine Heninová. Finálové utkání se lámalo v koncovce třetího setu, kterou ztratila 5–7. Během zápasu nedokázala proměnit ani jeden ze tří mečbolů. Neúspěchem završila stejný den také ve čtyřhře, z níž odešly se Sugijamovou poraženy španělsko-argentinským párem Virginia Ruanová a Paola Suárezová po ztrátě třetího setu.
Třetí titul sezóny získala na římské antuce Telecom Italia Masters poté, co přehrála Francouzku Amélii Mauresmovou. Na cestě do finále zdolala Anastasii Myskinovou a svou stálou deblovou spoluhráčku Ai Sugijamovou.
V semifinále grandslamu French Open zůstala na její raketě ruská tenistka Naděžda Petrovová, což znamenalo druhou finálovou účast v Paříži za poslední tři roky. V posledním ženském utkání turnaje nestačila na Heninovou. Obě Belgičanky se opět potkaly v boji o titul na newyorském US Open, kde znovu dominovala Heninová výhrou 7–5 a 6–1. Na travnatém Wimbledonu Clijstersová vypadla v semifinále, když nestačila na Venus Williamsovou, přestože vedla 1–0 na sety a ve druhém měla výhodu prolomeného podání.
Kvalitní výsledky ji 11. srpna 2003 poprvé vynesly na post světové jedničky ve dvouhře. Do konce sezóny pak na tenisovém trůnu přerušovaně setrvala dvanáct týdnů. Stala se tak první vedoucí hráčkou žebříčku WTA od jeho zavedení v listopadu 1975, která nevyhrála ani jeden singlový grandslamový turnaj. Dne 18. srpna 2003, se po týdenní přestávce, podruhé vrátila na první místo světového žebříčku ve čtyřhře. Zařadila se tak do skupiny pěti tenistek, kterým se tento výkon podařil. Singlové i deblové klasifikaci před ní současně kralovaly pouze Martina Navrátilová, Arantxa Sánchezová Vicariová, Martina Hingisová a Lindsay Davenportová. V sezóně 2010 se jako šestá hráčka do tohoto výběru připojila Serena Williamsová. V říjnu se Belgičanka vrátila na post světové jedničky, když vyhrála stuttgartský turnaj Porsche Tennis Grand Prix. Ve finále, i přes ztrátu úvodní sady, porazila Heninovou. Jednalo se teprve o osmé utkání od zavedení žebříčku WTA, kdy dvě hráčky svedly přímý boj o pozici světové jedničky. Sezónu zakončila za Heninovou na 2. místě.

### 2004: Zdravotní potíže
První událostí začínající sezóny se stal perthský Hopmanův pohár. V utkání proti Australance Alici Molikové si poranila hlezno. Několik dalších dnů chodila o berlích a obávala se chirurgického zákroku. Plánovaný turnaj Adidas International tak musela vypustit. Přesto se stihla připravit na lednový Australian Open, na němž se probojovala do čtvrtého grandslamového finále ve dvouhře. V něm ji potřetí v řadě porazila krajanka Justine Heninová. Na cestě turnajem postupně zdolala Marlene Weingärtnerovou, Marii Elenu Camerinovou, které nedovolila vyhrát ani jednu hru, a Dinaru Safinovou. Silvii Farinovou Eliovou. Ve čtvrtfinále přešla přes ruskou hráčku Anastasii Myskinovou a v semifinále zůstala na její raketě Švýcarka Patty Schnyderová.
Poté se z Austrálie vrátila do Evropy, kde získala dva tituly v řadě. Nejdříve triumfovala na pařížském Open Gaz de France, když do finále postoupila po vítězstvích nad Marii Sanchezovou Lorenzovou, Farinou Eliovou, a Dinarou Safinovou. V boji o titul pak na její raketě zůstala Mary Pierceová. Druhý titul pak vyhrála na antverpské události Proximus Diamond Games.
Po přesunu na americký kontinent vstupovala na Pacific Life Open v Indian Wells jako obhájkyně titulu. V úvodním utkání proti Angelice Röschové si však poranila zápěstí a z turnaje musela odstoupit. Stav zápěstí popsala jako pohmoždění kosti. Z následného Miami Masters se odhlásila a na tenisové dvorce se vrátila po šestitýdenní pauze, když přispěla dvěma body ve fedcupovém utkání proti Chorvatsku, které se hrálo v jejím rodném Bree. Na okruh se vrátila berlínským turnajem German Open, kde v prvním kole potřebovala tři sety na překonání Marty Marrerové. Z druhého zápasu však odstoupila a ohlásila další pětitýdenní přestávku, což znamenalo vynechání French Open. Herní výpadek se však prodloužil na tři měsíce, když jí byla chirurgicky odstraněna cysta. Nepřijela tak ani do Wimbledonu a na US Open. Zmeškala také athénské olympijské hry, na kterých se již předtím rozhodla nestartovat kvůli sporu o reklamní prezentaci sponzorů na sportovním oděvu.
Po herním výpadku se vrátila belgickým turnajem Gaz de France Stars, na němž došla do semifinále po vítězstvích nad Ivetou Benešovou a Magdalenou Malejevovou. Ve druhé sadě semifinále proti Jeleně Bovinové si obnovila zranění levého zápěstí a po vyřazení předčasně ukončila sezónu, ačkoli zdravotní stav nevyžadoval operační zákrok. V tomto období prožívala obavy z možného konce tenisové kariéry.

### 2005: První titul na Grand Slamu
Pro pokračující rekonvalescenci nestartovala na lednovém grandslamu Australian Open. První utkání po čtyřměsíční pauze tak odehrála na antverpském turnaji Proximus Diamond Games, když porazila Chorvatku Jelenu Kostanićovou bez ztráty setu. Ve čtvrtfinále pak byla nad její síly Venus Williamsová.
Návrat do profesionálního tenisu dokončila během jarní části, když zaznamenala sérii sedmnácti výher v řadě, během nichž získala dva tituly kategorie WTA Tier I, což vyústilo v návratu do elitní dvacítky světové klasifikace. Na Pacific Life Open v Indian Wells startovala až z pozice 133. tenistky žebříčku. Na její raketě postupně zůstaly Nicole Prattová, Šinobu Asagoeová, Anna Čakvetadzeová, a Jevgenija Liněcká, když žádná z nich nevyhrála ani set. V semifinále zdolala světovou pětku Jelenu Dementěvovou také bez ztráty sady a ve třísetovém boji o titul si poradila s americkou světovou jedničkou Lindsay Davenportovou. Následující týden si připsala čtyři výhry nad hráčkami z první šestky žebříčku, což se odrazilo v titulu na NASDAQ-100 Open. Během turnaje neprohrála ani jeden set, když postupně přehrála Sandru Klöselovou, Amy Frazierovou, Nathalii Dechyovou, Anastasii Myskinovou, Jelenu Dementěvovou, Amélii Mauresmovou a ve finále pak zdolala Rusku Marii Šarapovovou.
Vítězná šňůra pokračovala na varšavském J&S Cupu, kde postupně vyřadila Tatianu Perebijnisovou, Marii Kirilenkovou a Jelenu Bovinovou, s níž si přivodila lehké zranění ramena. Sérii výher ukončila až ruská hráčka Světlana Kuzněcovová. Na berlínském German Openu přehrála Julianu Fedakovou a Dinaru Safinovou, než si ve třetím kole poranila pravé koleno, kvůli němuž skrečovala zápas Patty Schnyderovou. Do pařížského French Open se stihla zotavit. Po roční přestávce v prvním kole vyřadila Meilen Tuovou a poté dvě Slovenky Cervanovou s Hantuchovou, než ji v osmifinále zastavila Lindsay Davenportová. V utkání ztratila vedení 1–0 na sety a prolomené podání ve druhém dějství za stavu 3–1 na gamy.
Do části sezóny hrané na trávě vstoupila titulem na turnaji Hastings Direct International Championships. V jeho průběhu si poradila s Jelenou Jankovićovou, Conchitou Martínezovou, Mashonou Washingtonovou, Světlanou Kuzněcovovou a v boji o titul zdolala ruskou tenistku Věru Duševinovou, aby si od ledna připsala třetí turnajový vavřín. Ve Wimbledonu se opakovala měsíc stará situace z pařížského Roland Garros, když po výhrách nad Britkou Katie O'Brienovou, Marissou Irvinovou a Robertou Vinciovou, na ni v osmifinále čekala opět Davenportová. Podruhé v řadě americké hráčce podlehla.
Po londýnském grandslamu navázala na dobrou formu z jarního období, když v období od července do října prohrála jen jedno utkání. Na amerických betonech zavítala nejdříve na Bank of the West Classic, z něhož díky ní musely postupně odjet Ai Sugijamová, Daniela Hantuchová, Anna-Lena Grönefeldová a po finále také Venus Williamsová. Zaznamenala tím čtvrtý titul probíhající sezóny. Jediný zápas tohoto období ztratila na sandiegské události Mercury Insurance Open, kde po výhrách nad Martou Domachowskou a Jankovićovou, nestačila na čínskou hráčku Šuaj Pchengovou.
Po předešlé prohře pokračovala další sérii dvaceti dvou vítězných duelů v řadě. V tomto období získala čtyři tituly za sebou, a to včetně premiérového grandslamu ve dvouhře. První výhru dané šňůry zaznamenala na losangeleském LA Women's Tennis Championships, když porazila Karolinu Špremovou. Poté pokračovala vyřazením Dinary Safinové, Naděždy Petrovové a Schiavonové, aby zkompletovala pátý titul sezóny. V herní převaze nad soupeřkami pokračovala na Canada Masters, jenž se odehrával v Torontu. Před jejími výkony se sklonily Virginie Razzanová, Ana Ivanovićová, která odstoupila před zápasem z turnaje, Flavia Pennettaová, Anastasija Myskinová a v boji o titul také Belgičanka Justine Heninová-Hardenneová. Se třemi vítěznými turnaji ze čtyř odehraných na amerických betonech přesvědčivě vyhrála celou sérii US Open a odletěla do Flushing Meadows bojovat o miliónový bonus.
První singlový grandslam vyhrála na US Open, když ve finále „turnajů velké čtyřky“ uspěla na pátý pokus. Na cestu za stříbrným pohárem vstoupila výhrou nad Martinou Müllerovou. Pokračovala vyřazením Fabioly Zuluagové, poté deblové spoluhráčky Ai Sugijamové a v osmifinále Maríe Ventové-Kabchiové. Ve čtvrtfinále porazila desátou nasazenou Venus Williamsovou. Během utkání se jí podařilo otočit nepříznivý poměr 4–6 a 2–4, když získala jedenáct z posledních třinácti gamů. V semifinále proti Marii Šarapovové nevyužila v závěru druhé sady pět mečbolů a utkání tak pokračovalo třetím dějstvím. V něm vyhrála a získala tak celý zápas. V závěrečném boji ji čekala Francouzka Mary Pierceová, kterou zdolala bez ztráty setu a stala se první tenistkou, které se podařilo v jedné sezóně současně vyhrát sérii i US Open (do sezóny 2013 zůstávala stále sama). Titul jí vynesl finanční odměnu 1,2 milionu dolarů, k němuž obdržela bonus 1 miliónu za sérii a celková výše 2,2 miliónu dolarů se stala nejvyšším výdělkem v historii ženského sportu.
Dne 15. září, týden po grandslamovém triumfu, zveřejnila tiskovou zprávu, která uváděla vzájemné ukončení spolupráce s trenérem Marcem Dehousem. Jedním z důvodů byla koučova nespokojenost s finančními záležitostmi, když mu z vyhrané částky 2,2 miliónu tenistka vyplatila devět tisíc dolarů.
Vítězná šňůra pokračovala na lucemburském Fortis Championships, kde vyřadila Kláru Koukalovou, Schiavoneovou, Dechyovou a Grönefeldovou, aniž by poražené vyhrály jediný set. Belgičanka si tak připsala osmý singlový titul sezóny a čtvrtý v řadě. Na antukovém Porsche Tennis Grand Prix konaném ve Filderstadtu prodloužila neporazitelnost na dvacet dva utkání. Po výhře nad Špremovou tuto sérii ukončila Jelena Dementěvová, když ji vyřadila.
Devátý turnajový triumf a poslední finále sezóny zaznamenala na Gaz de France Stars, konaném v belgickém Hasseltu. Postupně přešla přes Jekatěrinu Byčkovovou, Špremovou, Julii Schruffovou a v semifinále si poradila se Safinovou. V rozhodujícím zápase o titul porazila italskou hráčku Francescu Schiavoneovou a celý turnaj odehrála bez ztráty setu.
Na závěrečném Turnaji mistryň skončila již v základní skupině. Mary Pierceová jí oplatila porážku z Flushing Meadows těsnou třísetovou výhrou. Ve druhém zápase podlehla Mauresmové Bez šance na postup do semifinálové fáze pak sezónu zakončila dvousetovým vítězstvím nad Dementěvovou. V konečném žebříčku WTA jí patřilo 2. místo.

### 2006: Opět světovou jedničkou
Prvním turnajem nové sezóny se stal Sydney International, na němž musela před semifinále odstoupit pro natažený sval v kyčelní krajině.

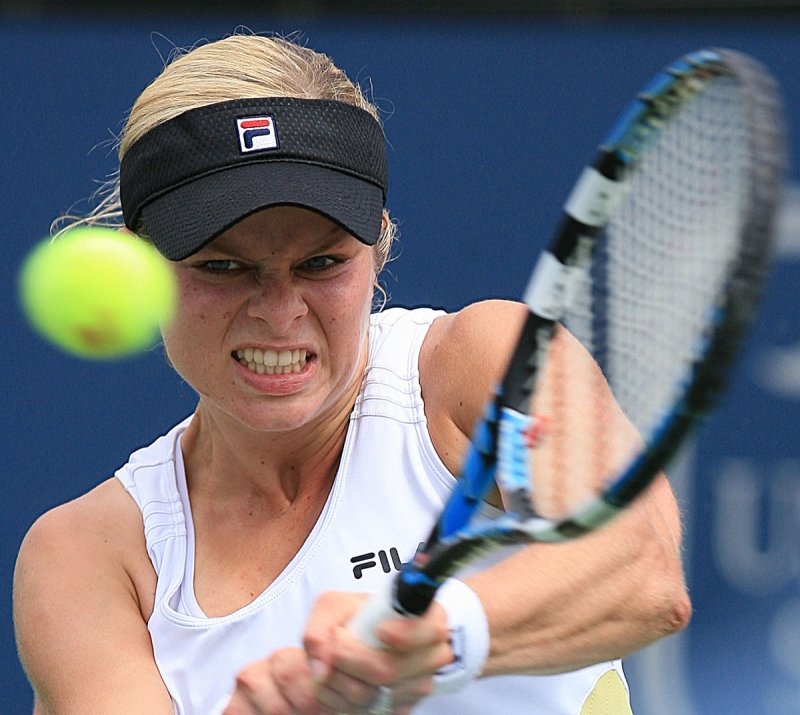
Bekhend na Acura Classic 2006

Na melbournském Australian Open porazila mezi posledními osmi tenistkami trojnásobnou vítězku Martinu Hingisovou, ale v semifinálovém utkání skrečovala Francouzce Amélii Mauresmové kvůli zraněnému hleznu. Přes porážku jí kumulovaný bodový zisk za uplynulý rok zajistil návrat na pozici světové jedničky, kterou naposledy předtím držela 9. listopadu 2003. Stala se první tenistkou v historii, včetně mužských hráčů, které se podařilo vystoupat na první místo zpoza první stovky hodnocení za méně než jeden rok. Vzestup začínala na 134. místě. Přestože se očekával až osmitýdenní herní výpadek, na okruh se vrátila již po čtrnácti dnech antverpským turnajem Proximus Diamond Games, kde se probojovala do finále. V něm byla po třísetovém utkání nad její síly Amélie Mauresmová. Premiérový titul sezóny vyhrála na antukovém Warsaw Open, kde v boji o titul zdolala Světlanu Kuzněcovovou. Během květnového postupu mezi poslední čtyři tenistky French Open neztratila ani jeden set. Ve čtvrtfinále podruhé v sezóně zdolala Martinu Hingisovou. V den svých 23. narozenin pak v semifinále podlehla krajance Justine Heninové ve dvou sadách. Do travnatého Wimbledonu přijížděla jako druhá nasazená. V semifinálové fázi se opět střetla s krajankou Heninovou a znovu z utkání odešla poražena. 

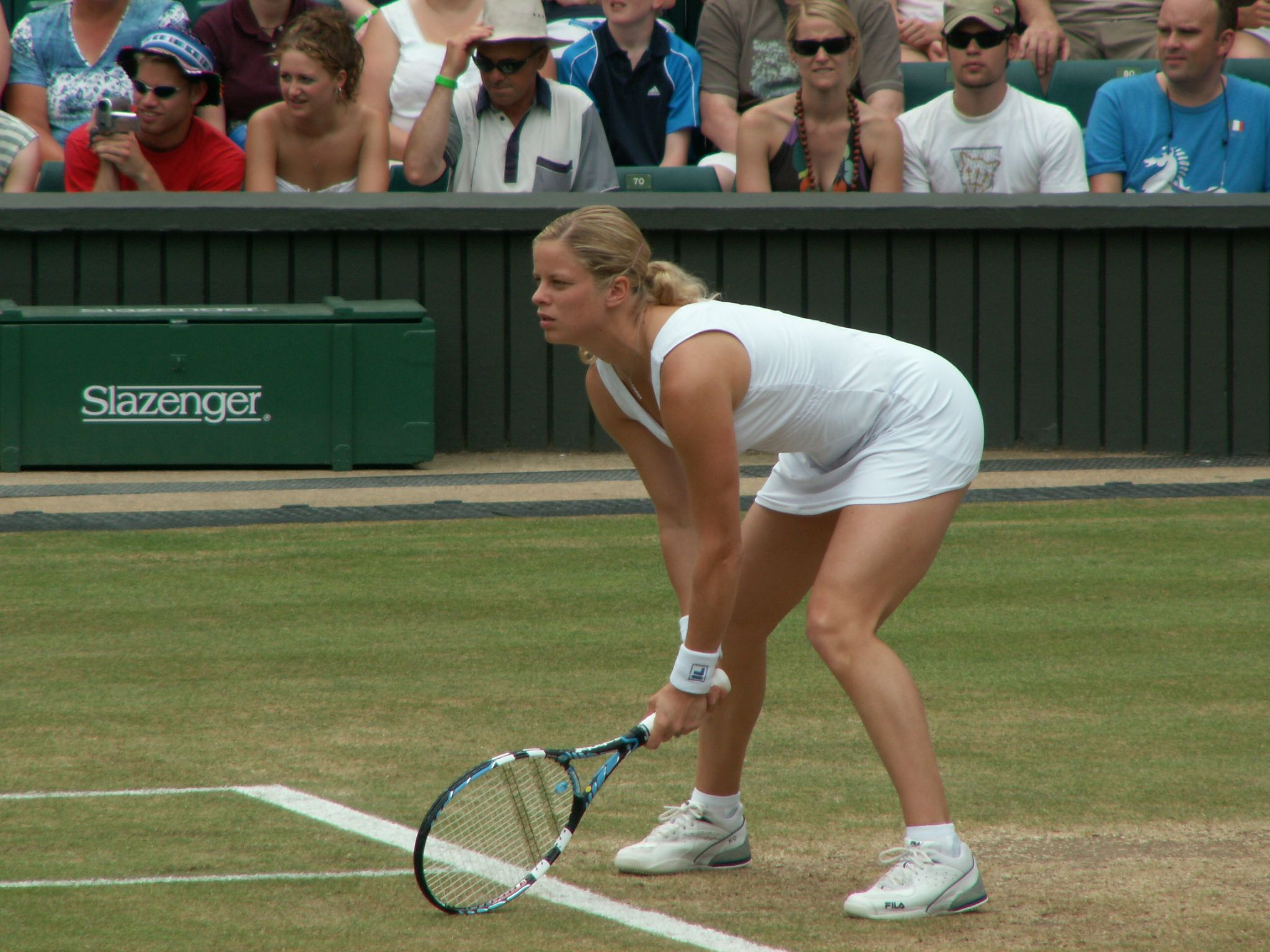
Příjem podání ve Wimbledonu 2006

Roli turnajové jedničky potvrdila na americké události Bank of the West Classic ve Stanfordu, když ve finále přehrála Patty Schnyderovou a z turnaje si odvezla již čtvrtý titul. Následně se probojovala do finále na Acura Classic, v němž ve dvou sadách nestačila na turnajovou dvojku Marii Šarapovovou. Porážka pro ni představovala první prohru z předchozích pěti vzájemných utkání. Dne 16. srpna poté, co měla v úvodním kole montréalského turnaje z kategorie WTA Tier I Canada Masters volný los, nastoupila k zápasu s Kanaďankou Stéphanií Duboisovou. Za stavu 6–1 a 2–3 na gamy Clijstersová uklouzla a celou vahou těla dopadla na citlivé levé zápěstí. Utkání musela skrečovat. Dne 18. srpna 2006 pak na svých webových stránkách oznámila, že je zranění vážnější, než předpokládala a že možná nebude obhajovat ani titul na US Open, což se následně také potvrdilo. Vyjma individuální kariéry zmeškala i finále týmové soutěže ve Fed Cupu, v němž Belgie podlehla Itálii těsně 2–3 na zápasy.
Po více než dvou měsících se vrátila na okruh belgickým turnajem Gaz de France Stars, kde úspěšně obhájila titul. Ve finále posledního z jeho tří ročníků porazila estonskou kvalifikantku Kaiu Kanepiovou. Na závěrečném Turnaji mistryň postoupila ze základní skupiny do semifinále, kde byla nad její síly Amélie Mauresmová. Z utkání odešla poražena. V předešlé skupinové fázi zaznamenala výhry nad Ruskami Dementěvovou a Kuzněcovovou a porážku od jejich krajanky Šarapovové.

### 2007: První ukončení kariéry

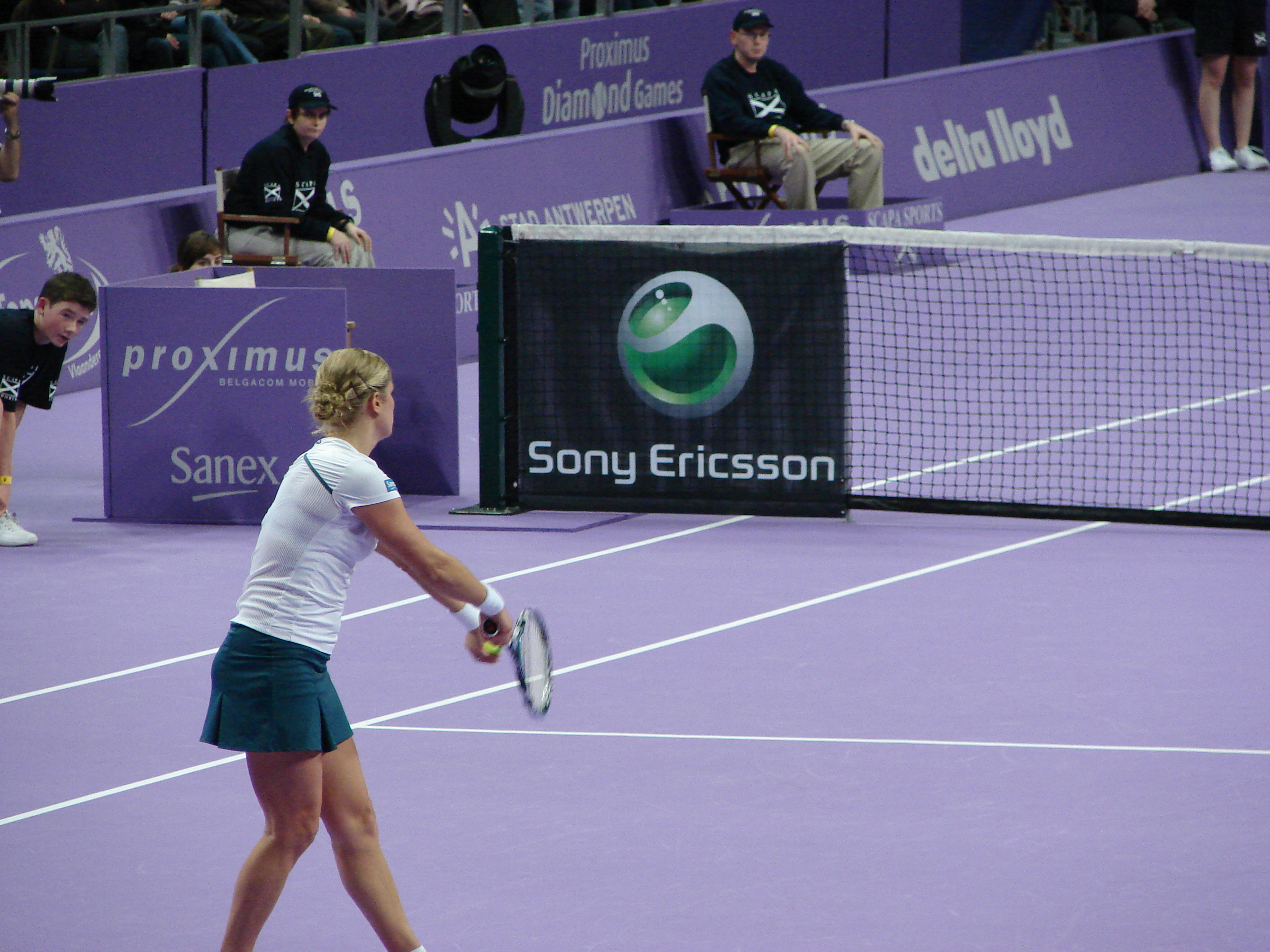
Podání na antverpském turnaji 2007

Podle plánů tenistky z roku 2005 měla být tato sezóna poslední v kariéře. Zahájila ji vítězstvím na hongkongské exhibici Watson Water Challenge, kde postupně porazila Ťie Čengovou, Patty Schnyderovou a nejvýše nasazenou Marii Šarapovovou. Po přesunu na australský kontinent získala první titul roku na Medibank International v Sydney. V průběhu turnaje zůstaly na její raketě Nicole Prattová, Šachar Pe'erová, Li Na a ve třísetové bitvě také Jelena Jankovićová, které ve druhé sadě odvrátila mečbol.

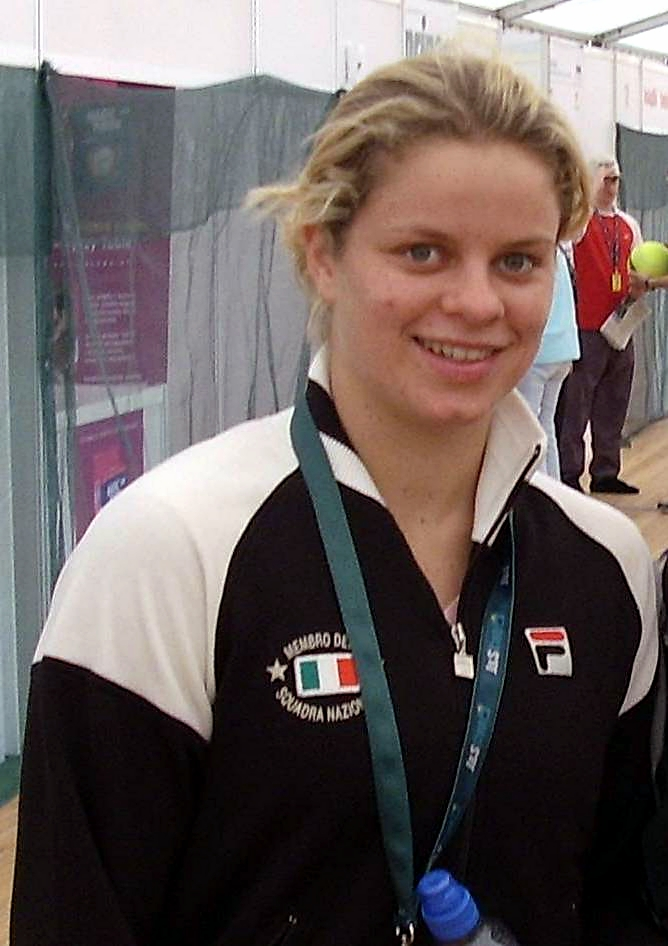
Na varšavském J&S Cupu 2007

Na Australian Open přijela jako čtvrtá nasazená. V prvním kole „dvěma kanáry“ deklasovala Vasilisu Bardinovou a poté si ve dvou setech poradila s Akiko Morigamiovou, Aljonou Bondarenkovou i Danielou Hantuchovou. Ve čtvrtfinále narazila na Martinu Hingisovou, kterou přehrála po třísetovém průběhu. Až v semifinále ji zastavila Maria Šarapovová.
Po přesunu do Evropy již tradičně startovala na antverpském Proximus Diamond Games, kde druhý rok za sebou nestačila ve finále na Mauresmovou. Do boje o titul se probojovala po vítězstvích nad Olgou Pučkovovou, Anou Ivanovićovou a v semifinále nad Taťánou Golovinovou. Z dalšího turnaje Open Gaz de France odstoupila pro poranění kyčle.
Poté připustila možnost vynechání pařížského French Open a newyorského US Open. Posledním plánovaným grandslamem kariéry by se tak stal Wimbledon. Dodala také, že závěrečné dva turnaje na okruhu WTA odehraje v Lucemburku a ve Stuttgartu.
Na Sony Ericsson Open ve floridském Key Biscayne odešla poražena ve čtvrtém kole s Číňankou Li Na. V předešlých dvou utkáních porazila Akiko Morigamiovou a Samanthu Stosurovou. O měsíc později odehrála první antukový turnaj sezóny, když dorazila na Warsaw Open obhajovat titul. Po dvousetovém průběhu však vypadla s Julií Vakulenkovou.
Dne 6. května 2007 na své webové stránce oznámila, že se kvůli zraněním rozhodla předčasně ukončit sezónu, a tedy s okamžitou platností opouští profesionální sport.

### 2009: Návrat do profesionálního tenisu
Téměř po dvou letech od ukončení kariéry a rok od narození dcery prohlásila v únoru, že by se spolu s Timem Henmanem, Steffi Grafovou a Andre Agassim měla představit v květnové exhibici ve Wimbledonu u příležitosti vyzkoušení nové zatahovací střechy centrálního dvorce. Během přípravy svolala na 26. března tiskovou konferenci, na níž oznámila návrat do profesionálního tenisu. Dodala, že požádala o udělení divokých karet na turnaje v Cincinnati, Torontu a také na US Open. Hodlá tak kombinovat tenisový a rodinný život. Obnovení kariéry nepovažuje za návrat, ale za novou – druhou tenisovou dráhu, protože se v jejím životě odehrála řada změn (sňatek, narození dcery a úmrtí otce).
V květnové wimbledonské exhibici porazila s Britem Henmanem manželskou dvojici Grafová a Agassi v tiebreaku jednosetového utkání. Vedle čtyřhry odehrála i dvouhru, v níž zdolala Grafovou poměrem 6–4. Na tiskové konferenci uvedla, že se připravovala jeden měsíc a v dobré formě se cítí být od února. V červenci nastoupila za profesionální klub St. Louis Aces do americké tenisové ligy World Team Tennis, v níž vyhrála dvě čtyřhry.

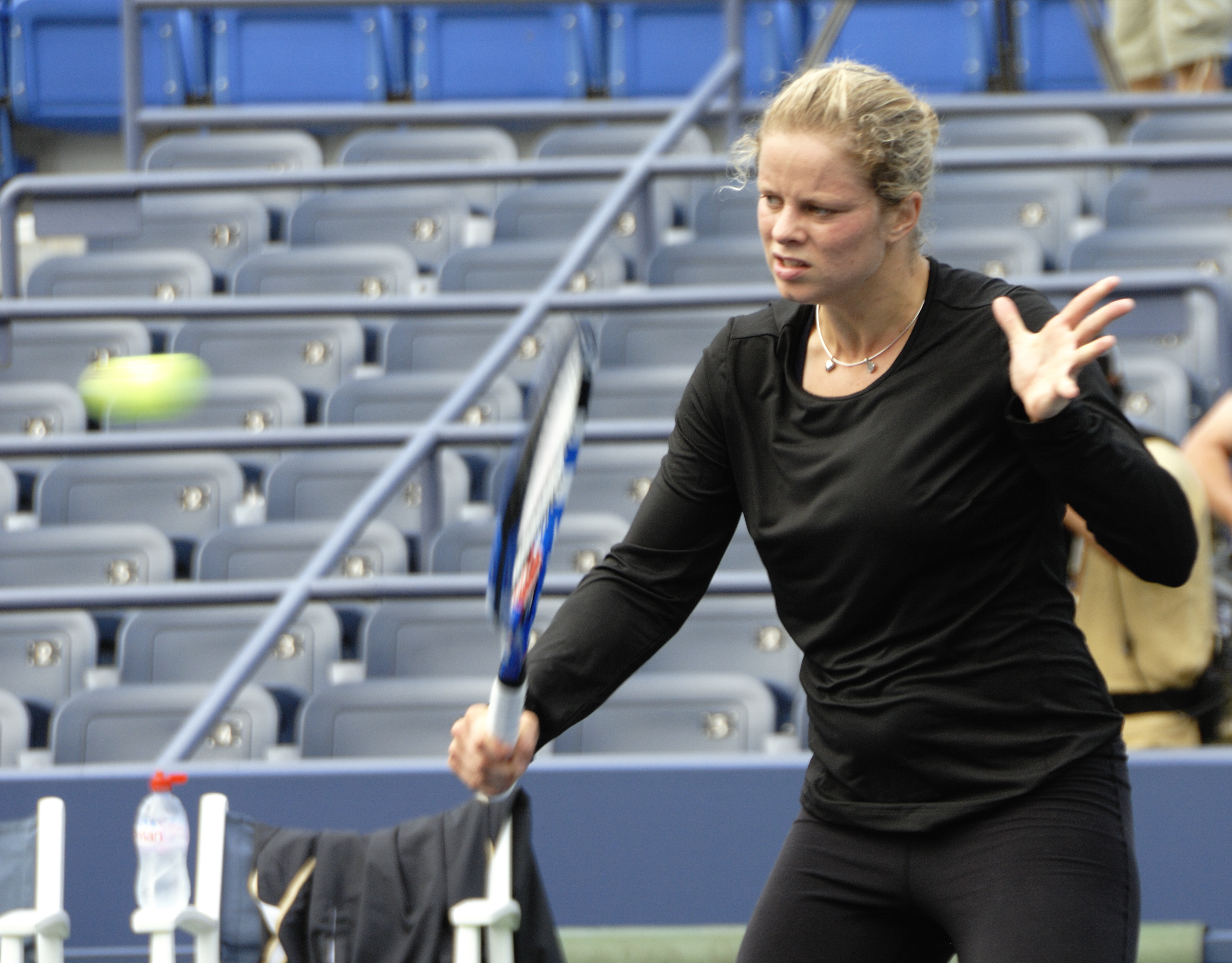
Trénink na US Open 2009

Debutovým turnajem druhé kariéry se stal cincinnatský Western & Southern Financial Group Women's Open, na který získala divokou kartu. V úvodním kole porazila světovou třináctku Marion Bartoliovou po setech 6–4 a 6–3. Poté si poradila s dvacátou hráčkou žebříčku Patty Schnyderovou, a úřadující vítězkou French Open a šestou hráčkou světa Světlanou Kuzněcovovou. Ve čtvrtfinále pak nestačila na světovou jedničku Dinaru Safinovou. Na torontském Rogers Cup startovala také na divokou kartu. Po výhrách nad britskou kvalifikantkou Elenou Baltachovou a světovou devítkou Viktorií Azarenkovou, narazila na čtvrtou hráčku světa Jelenu Jankovićovou, která ukončila její kanadské účinkování. V rozhodující sadě nevyužila výhodu prolomeného podání, když za stavu 5–3 servírovala na vítězství v zápase.
Divokou kartu obdržela také na newyorský grandslam US Open. Postupně na něm přešla přes Viktoriji Kutuzovovou, poté podruhé během tří týdnů přehrála čtrnáctou hráčku Marion Bartoliovou, pokračovala výhrami nad krajankou Kirsten Flipkensovou a v osmifinále nad světovou trojkou Venus Williamsovou divokým třísetovém průběhu. Ve čtvrtfinále na její raketě skončila osmnáctá tenistka klasifikace Li Na a v semifinále zdolala obhájkyni titulu a světovou dvojku Serenu Williamsovou. V utkání Američanka obdržela trestný bod za vulgární komentář vůči čárové rozhodčí poté, co jí na podání zahlásila chybu nohou. Zápas skončil tímto incidentem, protože připsaný bod pro Clijstersovou znamenal zisk hry i druhé sady. Belgičanka se stala první nenasazenou finalistkou od roku 1997, kdy do boje o titul pronikla Venus Williamsová. Současně představovala historicky první hráčku ve finále US Open, která se do něj probojovala na divokou kartu. Zároveň jako první hráčka dokázala porazit obě sestry Williamsovy ve dvou ročnících jednoho turnaje. Ve finále pak zdolala devátou nasazenou Dánku Caroline Wozniackou a z turnaje si odnesla druhý singlový titul. V následné pondělní klasifikaci WTA se posunula do elitní dvacítky. Stala se také prvním tenistkou, včetně mužské kategorie, která vyhrála newyorskou dvouhru na divokou kartu a první matkou od roku 1980, jež získala grandslamový titul. Naposledy se tento výkon podařil Australance Evonne Goolagongové Cawleyové ve Wimbledonu. Pak byla označena za jednu z tenisových „královen návratu“.
Poté startovala na BGL Luxembourg Open jako druhá nasazená a opět na divokou kartu. V úvodním kole si snadno poradila s americkou tenistkou Meghann Shaughnessyovou. Ve druhé fázi turnaje ji však přehrála Patty Schnyderová, když nezvládla tiebreak rozhodující třetí sady. Na antverpské exhibici konající se 10. prosince porazila Venus Williamsovou a sezónu zakončila na 18. místě žebříčku. V březnu 2010 obdržela za výkon na US Open světovou sportovní cenu Laureus World Sports Awards v kategorii Návrat roku. Od Ženské tenisové asociace pak převzala ocenění Návrat roku a posedmé také Cenu Karen Krantzckeové za sportovní chování.

### 2010: Třetí titul z US Open

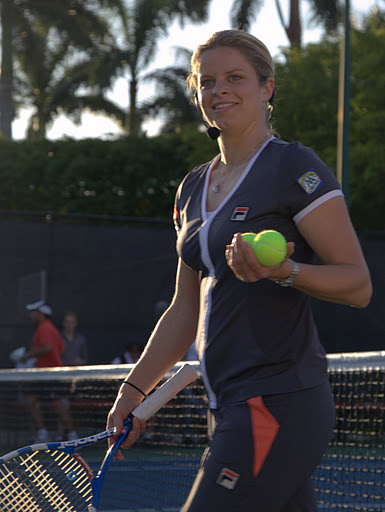
Během Miami Masters 2010

Sezónu zahájila na australském Brisbane International jako nasazená jednička. Bez ztráty sady vyřadila Tathianu Garbinovou a Alici Molikovou. Ve třetím kole zdolala Lucii Šafářovou po třísetovém průběhu a v semifinále si poradila s Andreou Petkovicovou. Titul získala po výhře nad krajankou Justine Heninovou. V první fázi utkání již Clijstersová vedla 6–3 a 4–1. Poté si soupeřka připsala osm gamů v řadě, což znamenalo zisk druhé sady a vedení 3–0 v rozhodujícím dějství. Nedokázala však proměnit dva mečboly a ztratila náskok 5–3. O vítězce rozhodoval tiebreak, v němž Clijstersová při svém mečbolu zahrála nechytatelný bekhend do prostoru čáry. Protože čárový rozhodčí nehlásil chybu, zvedla ruce nad hlavu, ale hlavní rozhodčí výrok změnil a míček označil za aut. Přesto se hráčka nenechala vyvést z míry a po dvojchybě Heninové utkání dovedla do vítězného konce.
Na australském kontinentu pokračovala grandslamem Australian Open, kam přijela jako turnajová patnáctka. Po výhrách bez ztráty setu nad Valérií Tétreaultovou a Thajkou Tamarine Tanasugarnovou, utrpěla ve třetím kole nejhorší porážku své tenisové kariéry. Na dvacátou nasazenou Naděždu Petrovovou uhrála pouze jediný game.
Do březnového BNP Paribas Open v Indian Wells neodehrála žádné utkání. Jako turnajová čtrnáctka podlehla ve třetím kole dvacáté třetí nasazené Rusce Alise Klejbanovové až v tiebreaku rozhodující třetí sady. Ztracenou formu z předchozí sezóny obnovila na dubnovém Sony Ericsson Open v Key Biscayne, kde si jako turnajová čtrnáctka připsala druhý titul sezóny. Poté, co deklasovala Petru Kvitovou a Šachar Pe'erovou, zůstala na její raketě obhájkyně vítězství Viktoria Azarenková, s níž ztratila pouze čtyři hry. Ve čtvrtfinále přešla přes světovou desítku Samanthu Stosurovou a v semifinále se opakovala rozhodující tiebreaková zápletka proti Justine Heninové, kterou opět zvládla. Ve finále pak ve dvou sadách zdolala Venus Williamsovou a ukončila její patnáctizápasovou neporazitelnost. V pondělní klasifikaci se vrátila do první desítky žebříčku, když jí patřilo 10. místo.
První utkání na antuce po třech letech odehrála na španělské události Andalucia Tennis Experience. Z pozice třetí nasazené vyhrála nad rumunskou hráčkou Alexandrou Dulgheruovou, ale ve druhém kole překvapivě nestačila na 258. tenistku světa Beatriz Garcíovou Vidaganyovou. Ve Fed Cupu nastoupila proti Estonsku. V první dvouhře nedala šanci Maret Aniové. Následné vyšetření však odhalilo natržený sval na levé noze, který způsobil její absenci v utkání s Kaiou Kanepiovou. Lékařský závěr určil šestitýdenní léčbu. Hráčka přesto věřila v dřívější návrat k tenisu. Na pozdější tiskové konferenci však oznámila, že zbytek antukové sezóny vynechá, a to včetně French Open.

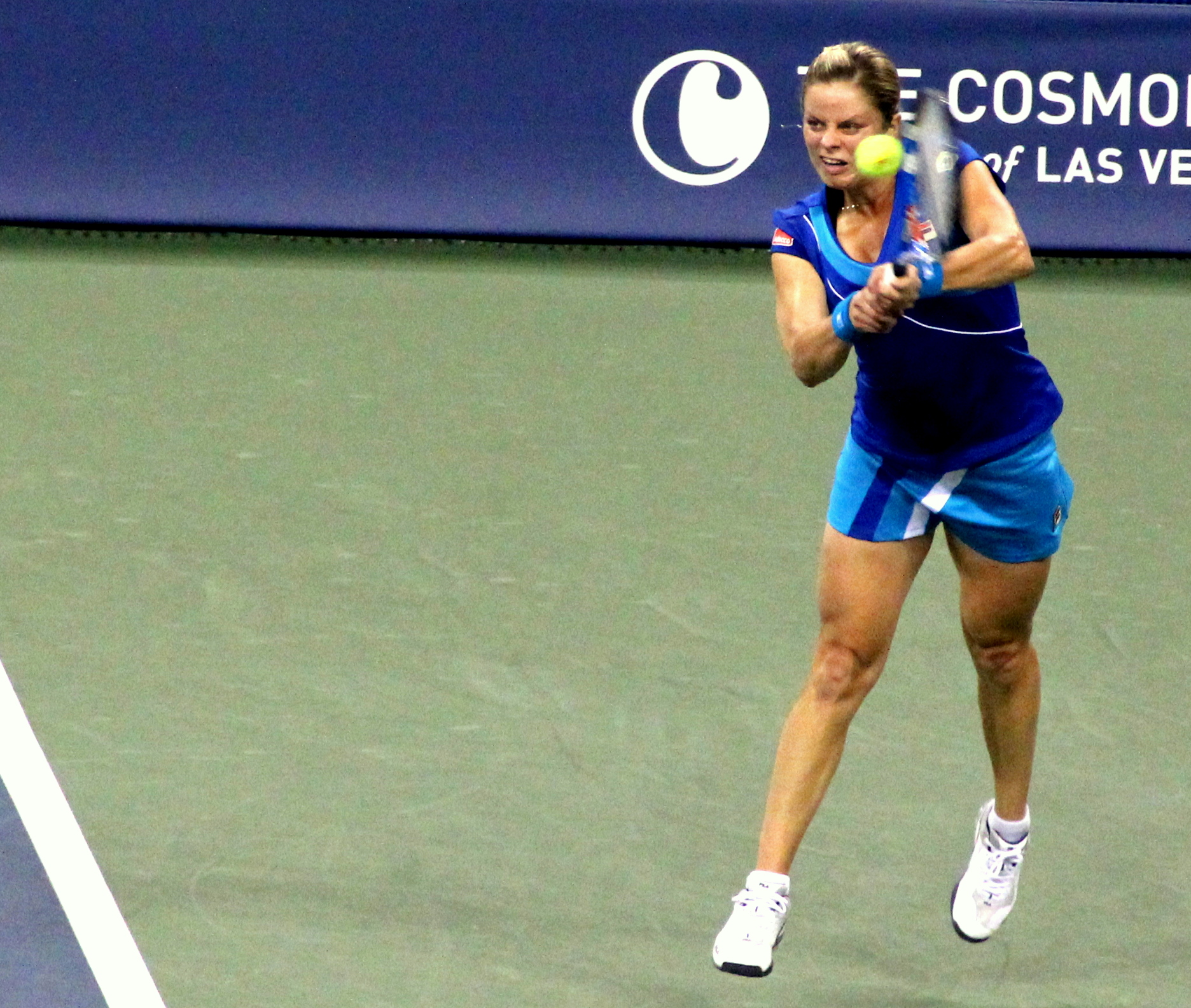
Bekhenodvý return ve čtvrtfinále US Open 2010, v němž porazila Samanthu Stosurovou

 Do profesionálního tenisu se vrátila až na trávě, wimbledonskou přípravou na eastbournském AEGON International, kde v roce 2005 triumfovala. Jako turnajová pětka porazila krajanku Yaninu Wickmayerovou a Češku Šafářovou. Ve čtvrtfinále nenašla recept na hru Bělorusky Viktorie Azarenkové, když vyhrála pouze tři gamy. V žebříčku se přesto díky novým bodům posunula na 8. příčku a také jako osmá nasazená vstupovala do Wimbledonu. Ani jeden set proti ní nezískaly Maria Elena Camerinová, Karolina Špremová a Maria Kirilenková. V osmifinále porazila turnajovou sedmnáctku Justine Heninovou ve třech sadách. Wimbledonskou účast zakončila čtvrtfinálovou porážkou s dvacátou první nasazenou a finalistkou turnaje Věrou Zvonarevovou.
V létě se zúčastnila exhibice Best of Belgium. Vítězstvím nad Serenou Williamsovou si vylepšila vzájemnou bilanci zápasů od obnovení kariéry na 2–0. Proti oběma sestrám Williamsovým měla poměr výher a proher 5–1, když proti Venus Williamsové ztratila jediný zápas na Billie Jean Cupu 2010.
Následovala US Open Series na amerických betonech, v jejímž rámci zavítala do Cincinnati na turnaj Western & Southern Financial Group Women's Open. Zde v předešlém roce obnovila tenisovou kariéru. Jako turnajová čtyřka měla v úvodním kole volný los. Poté bez ztráty setu přehrála bývalou světovou jedničku Dinaru Safinovou, mladou Američanku Christinu McHaleovou a Italku Flavii Pennettaovou. Za vedení 2–1 na gamy, semifinále skrečovala Ana Ivanovićová z důvodu zranění nohy. V boji o titul čelila desáté nasazené Marii Šarapovövé, s níž ztratila úvodní set. Ve druhém se ocitla na prahu porážky, když prohrávala 3–5 na gamy a při svém podání musela odvracet tři mečboly. Následně došlo k přerušení pro déšť. Do zápasu se vrátila vyhraným tiebreakem, v němž prohrávala 0–3. Rozhodující sadu zvládla a získala třetí titul sezóny. Třicátý osmý singlový titul kariéry znamenal posun do první pětky, když jí nově patřilo 4. místo.
Poslední událost série US Open odehrála na montréalském Rogers Cupu. V roli páté nasazené otočila špatně se vyvíjející utkání prvního kola s Bethanií Mattekovou-Sandsovou. Přestože již prohrávala 4–6 a 1–4, zápas vyhrála. Ve čtvrtfinále ji však zastavila Věra Zvonarevová po třísetové prohře.

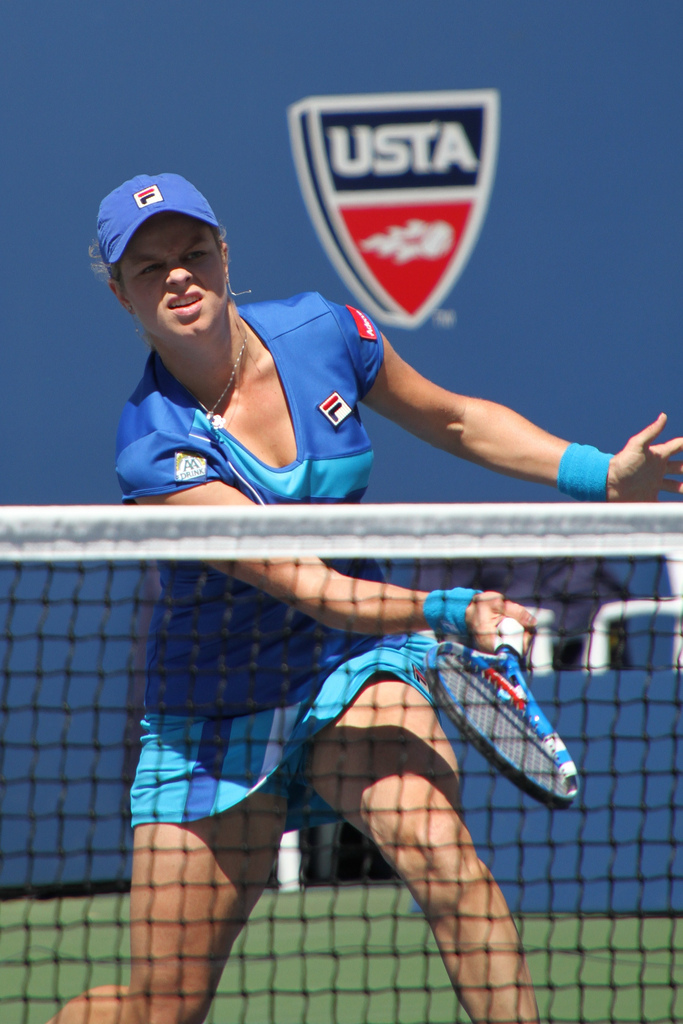
V úvodním kole US Open 2010

Do Flushing Meadows přijížděla již jako druhá nasazená. Bez ztráty sady prošla do čtvrtfinále. S grandslamem se po jejím vítězství rozloučily Gréta Arnová, Sally Peersová, Petra Kvitová a Ana Ivanovićová. Mezi poslední osmičkou hráček narazila na turnajovou pětku Samanthu Stosurovou, která nevyužila výhody prolomeného podání v rozhodujícím dějství. Clijstersová však třetí sadu otočila a vyhrála ji poměrem 6–3. V semifinále si poradila s Venus Williamsovou, což pro ni znamenalo dvacátý vítězný zápas na US Open v řadě. V této statistice zaostávala pouze za Chris Evertovou, jejíž neporazitelnost z let 1975–1979 činila třicet jedna utkání. V boji o titul Clijstersová nastoupila, stejně jako ve wimbledonském čtvrtfinále, proti turnajové sedmičce Věře Zvonarevové. V zápase dominovala a soupeřce povolila uhrát pouze tři gamy. Úspěšnou obhajobou tak prodloužila newyorskou neporazitelnost na dvacet jedna utkání, když ve všech třech posledních účastech získala stříbrný pohár. Kromě toho na US Open vyhrála dvacátý sedmý z předchozích dvaceti osmi duelů, když jí poslední porážku uštědřila Justine Heninová ve finále roku 2003. Ziskem 2,2 miliónu dolarů vyrovnala svůj rekordní výdělek v ženském sportu z roku 2005. Následné zranění ji vyřadilo až do Turnaje mistryň.
Poté, co na Turnaji mistryň v Dauhá porazila Jankovićovou a Azarenkovou, zajistila si postup do semifinále. V posledním utkání základní skupiny ji prohru z US Open oplatila Zvonarevová. V den semifinále měla cestou do tenisového areálu autonehodu bez zranění. Pouze došlo k promáčknutí prvých dveří. Do finále pronikla dvousetovým vítězstvím nad Australankou Stosurovou. V něm pak zdolala světovou jedničku Caroline Wozniackou a na závěrečné události sezóny získala třetí titul. V konečné světové klasifikaci figurovala na 3. místě.
Poslední zápas roku odehrála před belgickým publikem proti Justine Heninové na exhibici Diamond Games. Pom zisku supertiebreaku Clijstersová vyhrála poměrem 10–5. Za své výkony ji organizace WTA podruhé v kariéře vyhlásila Hráčkou roku (poprvé 2005) a stala se tak první tenistkou, která cenu získala již jako držitelka ocenění Návrat roku.

### 2011: Vítězka Australian Open
Premiérový turnaj nové sezóny odehrála na australském Medibank International Sydney, kde se probojovala do finále po výhrách nad Alexandrou Dulgheruovou, Barborou Záhlavovou-Strýcovou, Viktorií Azarenkovou a semifinálové porážce Alisy Klejbanovové. Zápas o titul však nezvládla, když nestačila na světovou jedenáctku Li Na ve dvou setech, přestože v úvodní sadě měla drtivý nástup 5–0 na gamy.

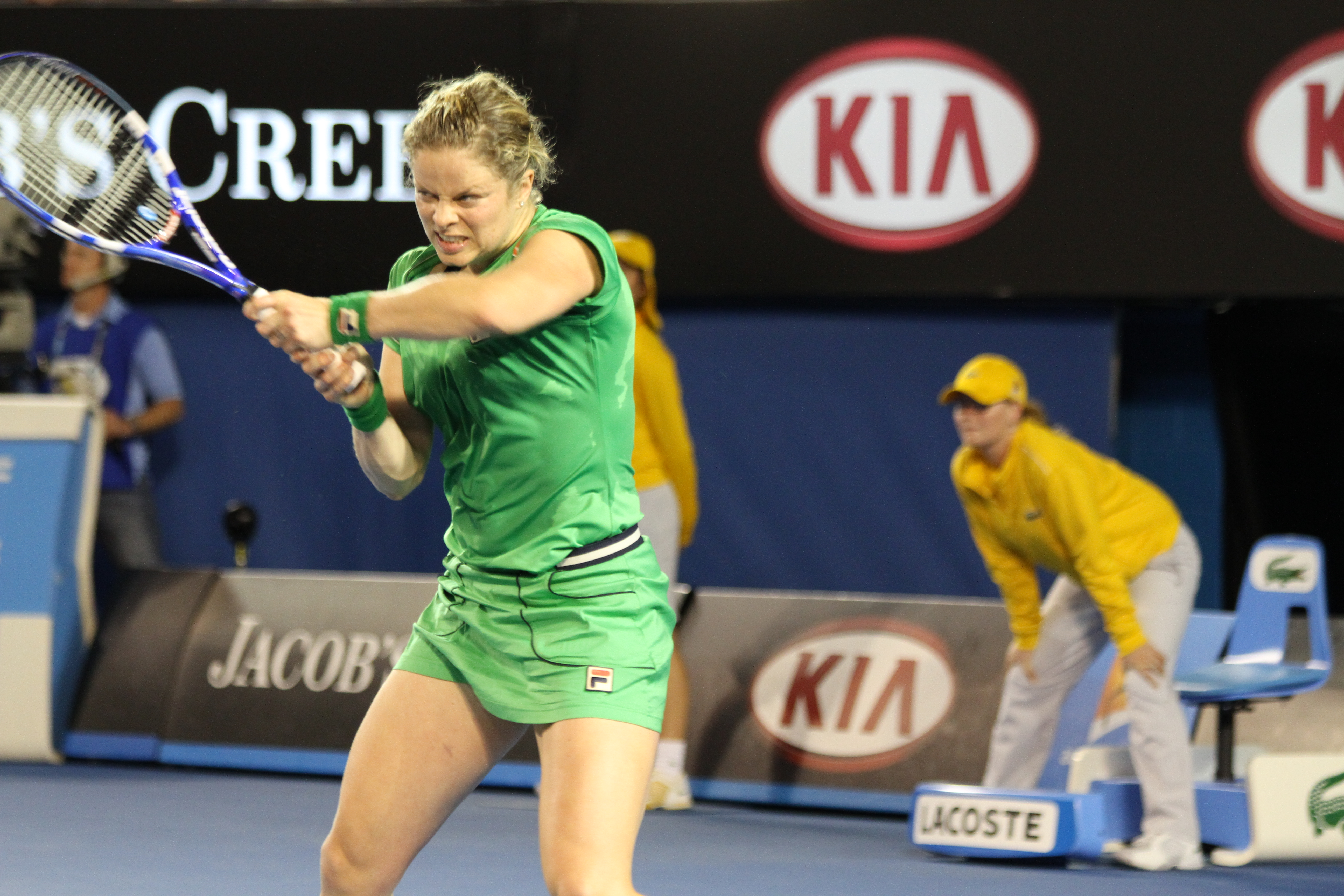
Bekhend během finále Australian Open 2011

V úvodním kole prvního grandslamu roku Australian Open deklasovala bývalou světovou jedničku Dinaru Safinovou. Jednalo se o první takovou porážku v otevřené éře tenisu, kdy bývalá či současná nejlepší světová hráčka v grandslamovém zápase neuhrála ani jednu hru. Poté si poradila s Carlou Suárezovou Navarrovou, Alizé Cornetovou a v osmifinále s Jekatěrinou Makarovovou. Ve čtvrtfinále na její raketě zůstala dvanáctá nasazená Agnieszka Radwańská. Semifinálové vítězství nad turnajovou dvojkou Věrou Zvonarevou jí zajistilo posun na 2. místo žebříčku. Premiérový titul na melbournském grandslamu a současně poslední v kariéře získala po finálové výhře nad Li Na. V emotivním vyjádření pak prohlásila, že konečně může být oslovována pod přezdívkou „Aussie Kim“ (australská Kim), kterou získala v době vztahu s Lleytonem Hewittem.

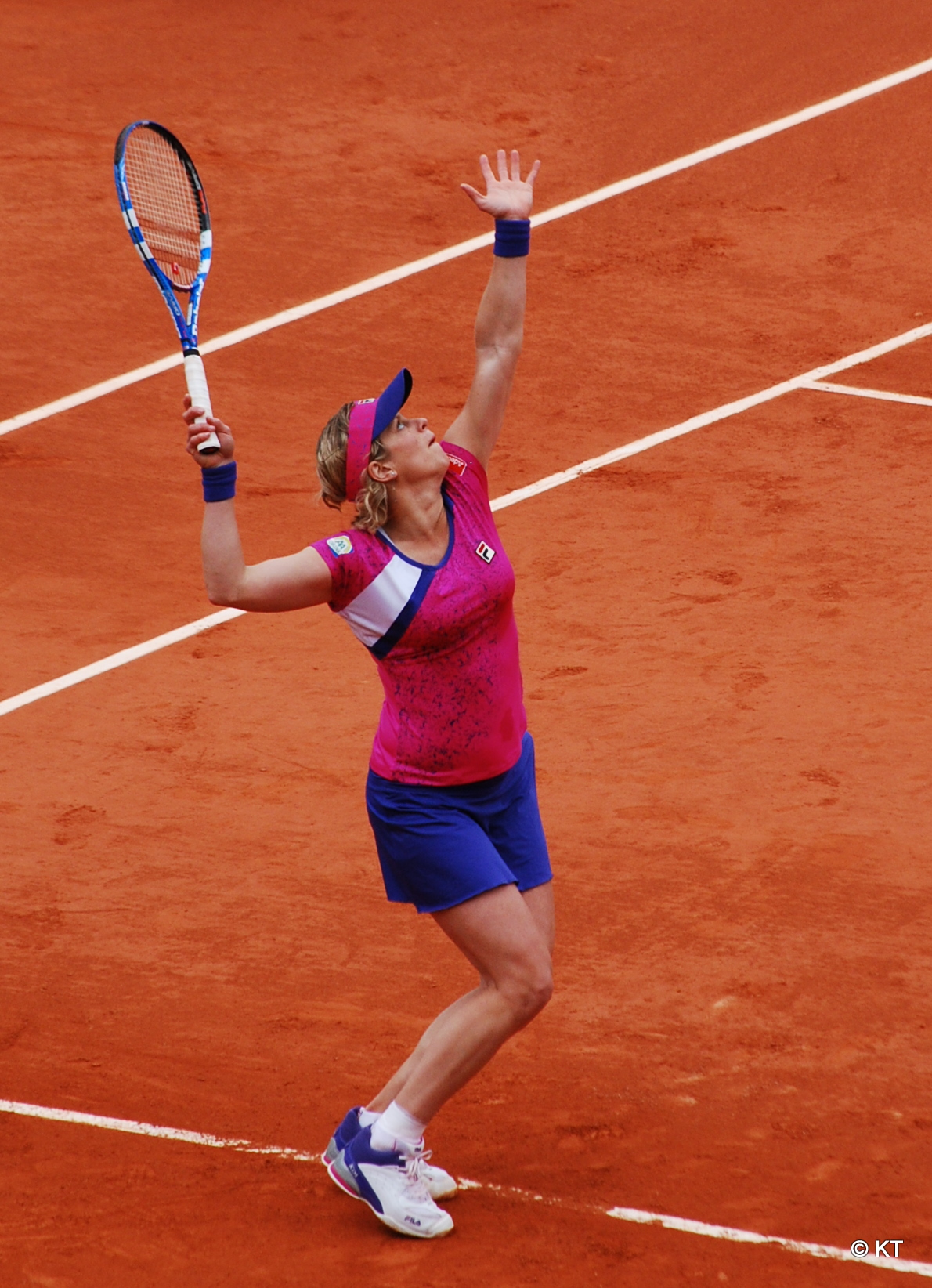
Podání na French Open 2011

Poté se přemístila do Evropy, kde startovala na pařížském Open GDF Suez. Čtvrtfinálová výhra nad Jelenou Dokićovou znamenala po pětileté přestávce návrat na první místo klasifikace. Na vrcholu, kde vystřídala Caroline Wozniackou, však setrvala pouze jeden týden, když se Dánka vrátila zpět na zbytek sezóny. Ve finále pak podlehla Petře Kvitové. Jednalo se o její poslední finálovou účast tenisové kariéry.
Na kalifornském Indian Wells Masters startovala jako nasazená dvojka. Po volném losu v úvodním kole, smetla ve druhé fázi Rusku Allu Kudrjavcevovou. Ve třetí fázi turnaje pak porazila Italku Saru Erraniovou. V průběhu čtvrtého kola však musela za stavu 6–3 a 1–3 proti Marion Bartoliové utkání skrečovat. Důvodem bylo poraněné rameno. Na floridský Miami Masters přijížděla jako druhá hráčka a obhájkyně titulu. Na turnaji postupně vyřadila Anastasiji Jakimovovou a Maríu José Martínezovou Sánchezovou. Téměř ztracený zápas čtvrtého kola proti Aně Ivanovićové ještě zachránila, když z nepříznivého stavu 1–5 a 0–40 v rozhodující sadě, dokázala utkání otočit a vyhrát. Mezi poslední osmičkou hráček pak nestačila na Viktorii Azarenkovou.
Dne 21. dubna 2011 ji časopis Time zvolil na 16. místo sta nejvlivnějších lidí světa (Time Top 100), a to jako nejvýše postaveného sportovce roku 2011.

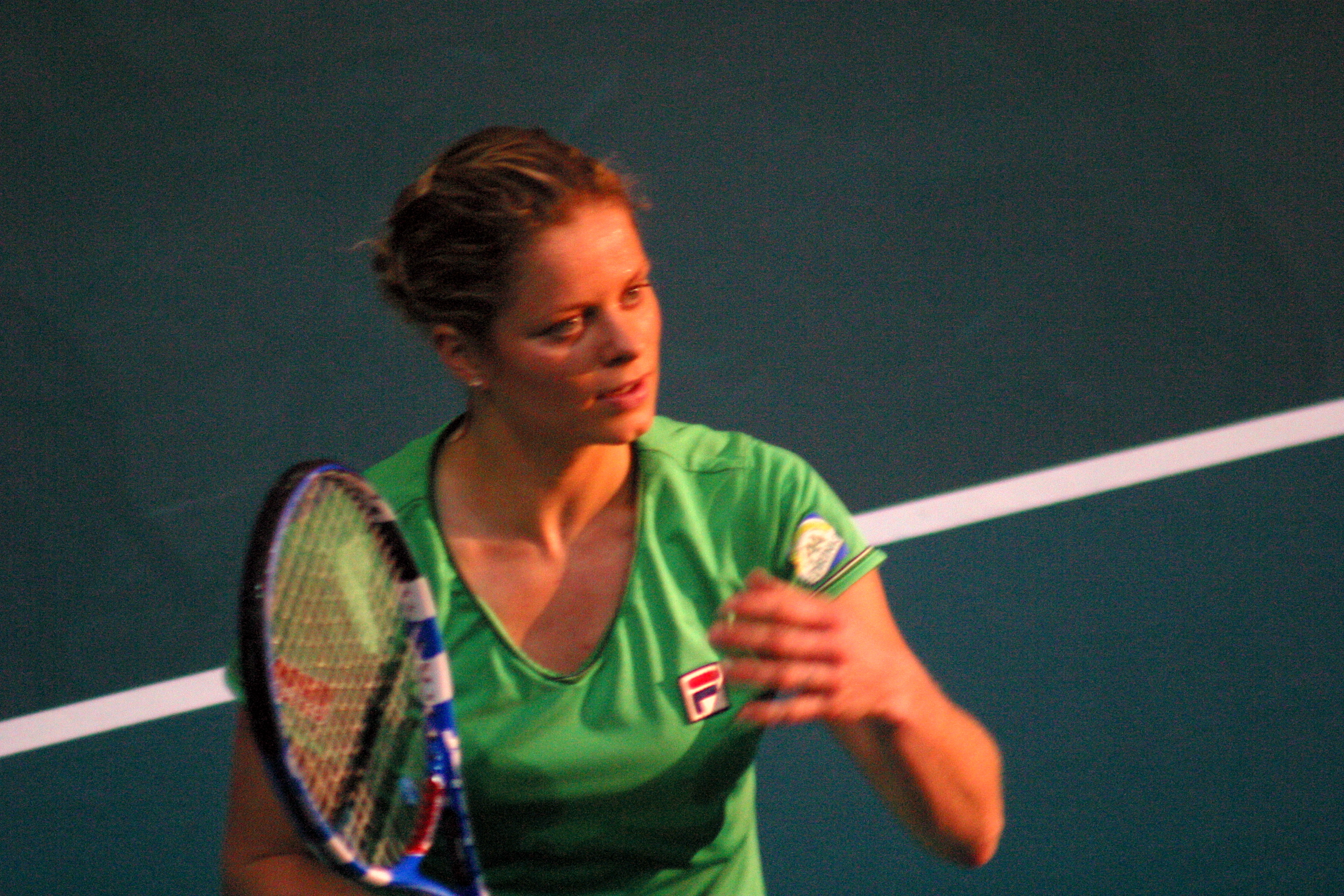
Na pařížském Open GDF Suez si zahrála poslední finále kariéry, v němž podlehla Petře Kvitové

Na bratrancově svatbě, během tancování naboso, si poranila kotník. Zranění ji vyřadilo z antukové části sezóny až do French Open. Na Roland Garros startovala jako turnajová dvojka. Herní výpadek se projevil vyřazením ve druhém kole, v němž ji zdolala Nizozemka Arantxa Rusová. V první fázi utkání však Clijstersová dominovala a za vedení 6–3 a 5–2 byla jediný game od vítězství. Hlezno si opět poranila na travnatém turnaji UNICEF Open, což ji znemožnilo nastoupit ve Wimbledonu.
Na okruh se vrátila až kanadským Rogers Cupem. Po volném losu si ve druhém kole zahrála s čínskou kvalifikantkou Ťie Čengovou. Poté, co získala první sadu 6–3, musela po odehrání dalších tří gamů, utkání skrečovat. Příčinou bylo poraněné břišní svalstvo. Z turnaje Western & Southern Open se tak odhlásila a rekonvalescenci nestihla ukončit ani do zahájení US Open, kde měla obhajovat tituly z předešlých dvou ročníků.
Na osobní webové stránce oznámila, že předčasně ukončila sezónu, aby se mohla dostatečně připravit na následující rok 2012, ve kterém proběhnou olympijské hry. Pokud se bude cítit zdravá, tak by mohla nastoupit již na prosincové exhibici Proximus Diamond Games v Antverpách. Po čtyřměsíční přestávce si tuto exhibici zahrála, v níž porazila světovou jedničku Caroline Wozniackou.

### 2012: Druhé ukončení kariéry

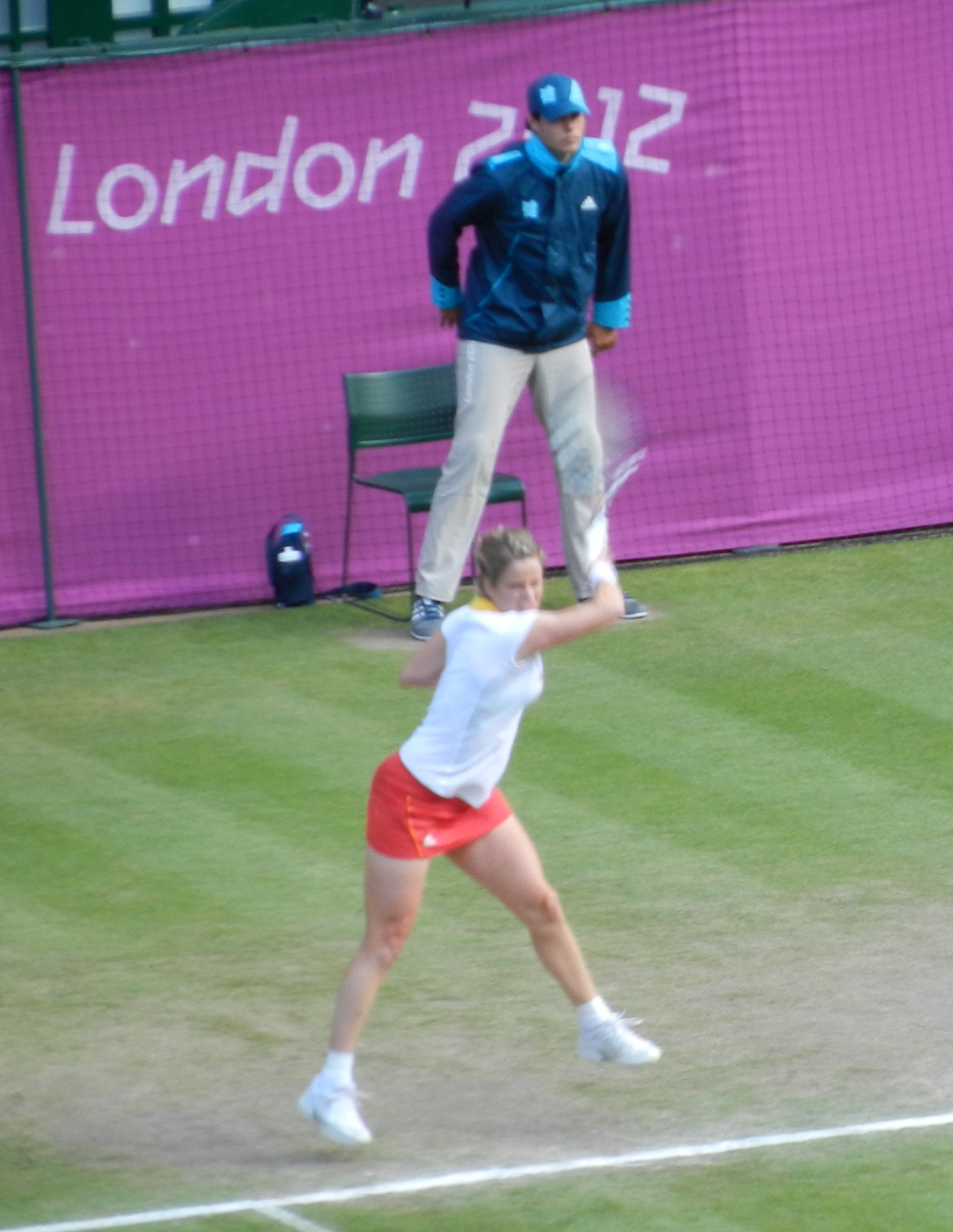
Čtvrtfinále dvouhry na Londýnských olympijských hrách 2012, v němž nestačila na Marii Šarapovovou

Sezóna pro ni začala turnajem Brisbane International, na kterém postupně porazila Simonu Halepovou, Anu Ivanovićovou a ve čtvrtfinále Ivetu Benešovou. V semifinále narazila na slovenskou tenistku Danielu Hantuchovou. Za příznivého stavu 7–6 a 1–2 si Belgičanka vyžádala lékařské ošetření, protože byla sužována svalovými křečemi. V dalším průběhu byla odehrána pouze jedna hra, po níž musela Clijstersová skrečovat.
Do posledního Australian Open, před očekávaným koncem kariéry, vstupovala z pozice jedenácté nasazené jako obhájkyně titulu. Na její raketě postupně zůstaly poraženy Maria João Köhlerová, Stéphanie Foretzová Gaconová a Daniela Hantuchová, které vrátila čtrnáct dní starou porážku z Brisbane. Ve čtvrtém kole se opakovalo finále z předchozího ročníku, když opět zdolala Číňanku Li Na. Za stavu 3–3 v první sadě si Belgičanka vyžádala lékařskou přestávku na ošetření bolavého hlezna. Přestože byl její pohyb omezen, pokračovala ve hře a set rychle ztratila poměrem 4–6. Ve druhé sadě dokázala získat zpět prohrané podání a vynutila si zkrácenou hru. V ní již prohrávala 2–6 a čelila tak čtyřem mečbolům v řadě. Soupeřka však ani jeden z nich nedokázala využít a šňůrou šesti míčů Clijstersová dovedla druhý set do vítězného konce. Tiebreak vyhrála poměrem 8–6. V rozhodujícím setu si vypracovala náskok 5–1, ovšem Li Na začala stahovat až do výsledku 5–4. Následující hru čínská hráčka prohrála Belgičanka postoupila do čtvrtfinále. V něm přešla přes nasazenou jedničku Caroline Wozniackou. Semifinále se pak stalo jejím posledním zápasem na australském kontinentu, když nestačila na třetí nasazenou a vítězku turnaje Viktorii Azarenkovou. Bodová ztráta po neúspěšné obhajobě znamenala sestup na 30. místo žebříčku.
Z amerického turnaje BNP Paribas Open v Indian Wells se odhlásila pro zranění kotníku, které ji sužovalo již na melbournském grandslamu. Na floridském Sony Ericsson Open již zavítala a probojovala se do třetího kola, v němž ji vyřadila agresivně hrající krajanka Yanina Wickmayerová. Clijstersová poté prohlásila, že ji trápilo poranění kyčle a několik dalších týdnů bude odpočívat. Věřila, že by mohla stihnout květnový Mutua Open hraný v Madridu. Dne 17. dubna 2012 však vydala prohlášení, že je nucena v důsledku dlouhodobého zranění vynechat celou antukovou část sezóny, včetně pařížského majoru French Open.

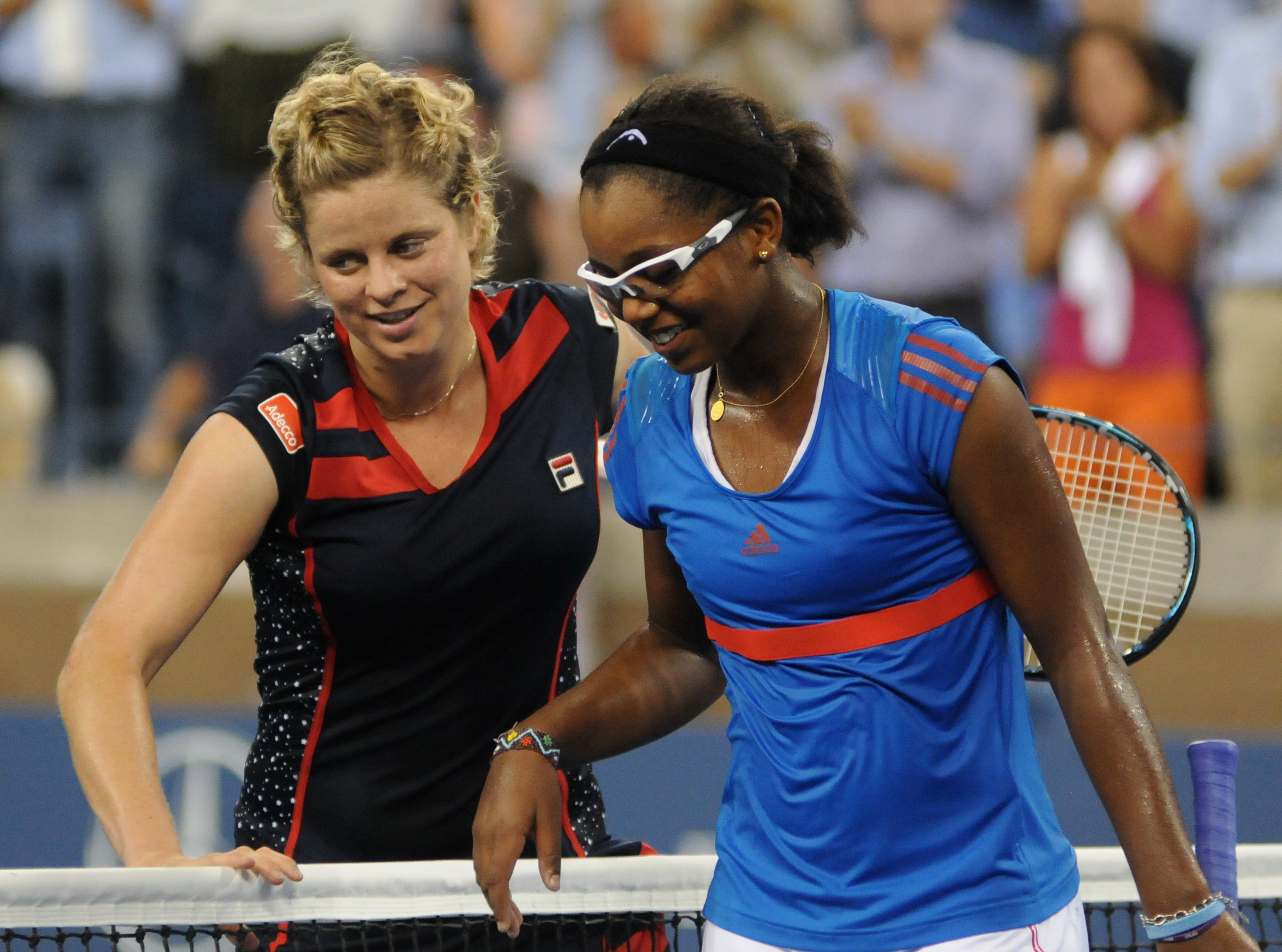
Poslední singlové vítězství kariéry. Podání ruky po výhře v úvodním kole US Open 2012 nad Victorií Duvalovou

Na okruh se vrátila travnatým UNICEF Open v nizozemském 's-Hertogenboschi, kde vyhrála zápasy prvních tří kol nad Rominou Oprandiovou, Katerynou Bondarenkovou a Francescou Schiavoneovou. Před semifinále proti Urszule Radwańské však musela z turnaje odstoupit pro poranění břišního svalstva. Do londýnského Wimbledonu vstupovala poprvé od roku 2000 jako nenasazená hráčka, když jí patřila 53. pozice žebříčku. Během postupu do osmifinále přehrála Jelenu Jankovićovou, Andreu Hlaváčkovou a ve třetí fázi také Věru Zvonarevovou. Wimbledonskou účast pak pro ni definitivně uzavřela německá tenistka Angelique Kerberová.
Na travnaté dvorce All England Clubu se vrátila následující měsíc jako belgická reprezentantka na Hrách XXX. olympiády. V prvních dvou zápasech dvouhry zdolala Italku Robertu Vinciovou a Španělku Carlu Suárezovou Navarrovou. V osmifinále narazila na bývalou světovou jedničku Srbku Anu Ivanovićovou, kterou porazila ve dvuo setech, než jí ve čtvrtfinále vystavila stopku druhá nasazená Ruska a pozdější stříbrná medailistka Maria Šarapovová.
Posledním turnajem kariéry se stal newyorský grandslam US Open, který při svých předchozích třech účastech vždy vyhrála. V úvodním kole vyřadila Victorii Duvalovou, což byl na tomto turnaji její dvacátý druhý vítězný zápas v řadě. Ve druhém kole však nestačila na britskou teenagerku Lauru Robsonovou, když nezvládla obě koncovky setů. V ženské čtyřhře vypadla s krajankou Kirsten Flipkensovou v prvním kole po prohře s tchajwansko-čínským párem Čuang Ťia-žung a Čang Šuaj. Spolu s deblovou světovou jedničkou Bobem Bryanem nastoupila také do smíšené čtyřhry. Ve druhém kole však podlehli rusko-brazilské dvojici Jekatěrina Makarovová a Bruno Soares, která grandslam vyhrála.
Profesionální kariéru oficiálně ukončila 2. září 2012.

### 2020–2021: Snaha o návrat
V září 2019 jako 36letá matka tří dětí oznámila, že plánuje návrat do profesionálního tenisu, když jako hlavní motivaci uvedla touhu překonávat výzvy. Prvním turnajem po více než sedmileté pauze se stal Dubai Tennis Championships, kde v prvním kole podlehla čerstvé finalistce Australian Open Garbiñe Muguruzaové. V prvním kole Monterrey Open ji vyřadila hráčka první světové dvacítky Johanna Kontaová. Tenisový okruh byl následně na pět měsíců přerušen pro začínající pandemii covidu-19. Po obnovení zasáhla pouze do US Open, kde v prvním kole nevyužila vedení o set proti nasazené Rusce Alexandrovové a prohrála.
Další snahy o návrat v následující sezóně musela odložit kvůli zranění kolene a nákaze covidem. Vrátila se po více než roce na Chicago Fall Tennis Classic kde nestačila na úvod na Sie Šu-wej ve třech setech.

### Vzájemná soupeření

#### Clijstersová–Heninová
Proti Belgičance Justine Heninové odehrála v průběhu dvanácti sezón 1998–2010 dvacet pět utkání, z toho osm na Grand Slamu. Naposledy se střetly v osmifinále Wimbledonu 2010, v němž  vyhrála Clijstersová. Tímto vítězstvím tak bilzenská rodačka převážila do té doby vyrovnanou vzájemnou bilanci duelů ve svůj prospěch na konečný poměr 13–12.
Heninová naopak zaznamenala kladnou bilanci 5–3 z grandslamových utkání, v jejichž rámci také triumfovala ve všech třech vzájemných finále na French Open 2003, US Open 2003 a Australian Open 2004. Krajanky na sebe narazily jedenáctkrát ve finále turnajů WTA Tour, z toho osmkrát v řadě od berlínského German Open 2003 až do Canada Masters 2005. Vzájemná bilance ze všech finálových střetnutí vyzněla ve prospěch Heninové v poměru 7–4.
Jako světová jednička a dvojka nastoupily do dvou zápasů. Nejprve v boji o titul na fiderstadtském tvrdém povrchu Porsche Tennis Grand Prix 2003, kde vyhrála první hráčka žebříčku Clijstersová a podruhé hned v dalším vzájemném utkání – finále na Australian Open 2004, z něhož odešla vítězně opět světová jednička, kterou tehdy byla Heninová.

##### Podrobná bilance
Níže je uvedena vzájemná bilance obou hráček podle povrchů a turnajů:
- utkání na tvrdém povrchu: Clijstersová, 8–4
- utkání na antuce: Heninová, 5–1
- utkání na trávě: Heninová, 3–2
- utkání v hale: Clijstersová, 2–0
- utkání na Grand Slamu: Heninová, 5–3
- finále na Grand Slam: Heninová, 3–0
- utkání na Turnaji mistryň: Clijstersová, 1–0
- finále na Turnaji mistryň: žádné
- finále na WTA Tour: Heninová, 7–4

#### Clijstersová vs. Mauresmová
Proti Francouzce Amélii Mauresmové odehrála během osmi let patnáct utkání. Vzájemný poměr vyzněl těsně v její prospěch 8–7. Před odehráním Turnaje mistryň 2005 vedla Belgičanka v sérii 8–2. Mauresmová ve svůj prospěch získala posledních pět utkání odehraných v období 2005–2007, a to včetně dvou zápasů na belgickém turnaji Proximus Diamond Games 2006 a 2007.

#### Clijstersová vs. Šarapovová
Proti Rusce Marii Šarapovové od sezóny 2003 nastoupila devětkrát. Celkový poměr utkání vyzněl pro Belgičanku s nejtěsnější kladnou bilancí 5–4. Po prvních čtyřech výhrách v řadě získala ruská tenistka čtyři z pěti zbylých duelů. Naposledy se střetly ve čtvrtfinále Her XXX. olympiády v Londýně, kde zvítězila Šarapovová poměrem 6–2 a 7–5.

#### Clijstersová vs. Serena Williamsová
Proti Američance Sereně Williamsové sehrála od sezóny 1999 devět duelů s výrazně pasivní bilancí 2–7 ve prospěch mladší ze sester Williamsových. K poslednímu utkání nastoupily v semifinále newyorského grandslamu US Open 2009, v němž triumfovala belgická tenistka. Současně se jednalo o jediný vzájemný zápas od jejího obnovení kariéry v roce 2009.

#### Clijstersová vs. Venus Williamsová
Proti Američance Venus Williamsové nastoupila v průběhu kariéry ke třinácti zápasům. Od sezóny 2001, kdy na sebe narazily poprvé, celkový poměr 7–6 vyzněl těsně pro Belgičanku. Do turnaje Proximus Diamond Games 2005 vedla starší ze sester Williamsových 6–2 na zápasy. Následně však prohrála všech pět duelů, z toho třikrát na US Open. Naposledy na sebe narazily v semifinále US Open 2010, kde Clijstersová zvítězila poměrem 4–6, 7–6 a 6–4.

#### Clijstersová vs. Zvonarevová
Proti Rusce Věře Zvonarevové poprvé nastoupila v sezóně 2002. Z celkových jedenácti utkání vyzněla celková vzájemná bilance 8–3 v její prospěch. Před prvním ukončením profesionální kariéry v sezóně 2007 vyhrála Belgičanka všech pět zápasů. Hráčky na sebe opět narazily v roce 2010, kdy ruská tenistka zvítězila ve třech ze čtyř duelů, vyjma finále na US Open 2010. První výhru si Zvonarevová připsala ve Wimbledonu 2010. V sezóně 2011 se střetly pouze jednou na Australian Open, kde triumfovala Clijsterová, stejně jako v jediném utkání sezóny 2012 ve Wimbledonu, v němž ruská tenistka utkání skrečovala pro dýchací potíže.

## Přehled trenérů
- 1992–1996: Bart Van Kerckhove
- 1996–2002: Carl Maes
- 2002–2005: Marc Dehous
- 2009–2011: Wim Fisette
- 2011: Wim Fisette a Carl Maes
- 2012: Carl Maes

## Soukromý život
Kim Clijstersová se narodila 8. června 1983 ve vlámském Bilzenu, ležícím v provincii Limburk. Jejími rodiči jsou bývalý belgický fotbalový reprezentant Lei Clijsters a Els Clijstersová, rodným příjmením Vandecaetsbeek, bývalá národní mistryně v gymnastice. Lei Clijsters zemřel na karcinom plic 4. ledna 2009 ve věku 52 let. Tenistka prohlásila, že po otci zdědila fotbalové nohy a po matce pak gymnastickou ohebnost. Její mladší sestra Elke Clijstersová je také bývalá tenistka, která se v sezóně 2002 stala juniorskou mistryní světa ve čtyřhře, ale již po dvou letech předčasně ukončila sportovní kariéru v důsledku poranění zad.
V prosinci 2003 se zasnoubila s australským tenistou a bývalou světovou jedničkou Lleytonem Hewittem. Svatba se neuskutečnila a k rozpadu vztahu došlo v říjnu 2004. Australané ji z tohoto období přezdívají „Aussie Kim“ (australská Kim). V říjnu 2006 oznámila zásnuby s americkým basketbalistou hrajícím belgickou ligu Brianem Lynchem, který začal s tenistkou společně žít v jejím bydlišti Bree. V rozhovoru pro televizní program Sportweekend Clijstersová uvedla, že opustila tenisovou kariéru, aby mohla založit rodinu. Soukromý sňatek proběhl 13. července 2007 v 6.00 hodin ráno na breeské radnici. Přítomni byli oddávající starosta, sestra Els Clijstersová, ženichův bratr Pat Lynch a rodiče obou novomanželů.
27. února 2008 ve 13.35 hodin přivedla na svět dceru Jadu Elle. která vážila 3,035 kg a měřila 51 cm. Místem porodu se stala Vesaliova nemocnice v belgickém Tongerenu. 10. března téhož roku porodila její 43letá matka syna Zetha, polobratra Kim Clijstersové, jehož otcem je matčin partner a golfový trenér Jan Goossens.

## Přehled rekordů

### 2001

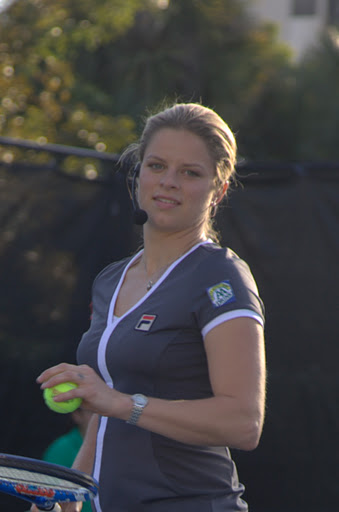
Kim Clijstersová, 2010

- první belgický tenista, který se v otevřené éře probojoval do finále dvouhry na Grand Slamu.

### 2003
- první tenisová světová jednička pocházející z Belgie a první tenistka, která se jí stala, aniž by předtím vyhrála grandslamový turnaj ve dvouhře; jedna z šesti tenistek, které současně kralovaly žebříčku WTA ve dvouhře i čtyřhře,[270]
- poměr výher a proher v sezóně činil 90–12, úspěšnost 89,8 % představovala nejvyšší hodnotu v ženském tenisu od výkonu Martiny Navrátilové v sezóně 1982,[270]
- první tenistka od sezóny 1974 a výkonu Chris Evertové, která odehrála více než 100 dvouher v jednom roce.[270]

### 2005
- první a jediná vítězka US Open Series a US Open během jedné sezóny, za tento výkon inkasovala celkovou částku 2,2 milionu dolarů, nejvyšší jednorázovou finanční odměnu v historii ženského sportu. Ke konci sezóny měla na tvrdém povrchu v Severní Americe bilanci 36 výher a 1 prohry ve dvouhře,
- od srpna do října vyhrála 22 utkání v řadě, během nichž získala čtyři tituly na turnajích v Los Angeles, Torontu, Lucemburku a na newyorském US Open,
- první tenistka, která získala cenu WTA současně v kategoriích Hráčka roku a Návrat roku.

### 2006
- nejkratší doba, za kterou se tenistka zpoza první světové stovky žebříčku WTA stala světovou jedničkou. V březnu 2005 byla klasifikována na 134. místě a za deset měsíců vystoupala na prvním místo, když jej obsadila 30. ledna 2006.

### 2009
- třetí nenasazená tenistka a první startující na divokou kartu, která vyhrála dvouhru na Grand Slamu; první matka od sezóny 1980 a wimbledonského titulu Evonne Goolagongové Cawleyové, která vyhrála dvouhru na Grand Slamu; první matka od sezóny 1973 a titulu Margaret Courtové, která vyhrála dvouhru na US Open,
- obdržela cenu WTA Návrat roku, přestože v sezóně hrála pouze tři měsíce.

### 2010

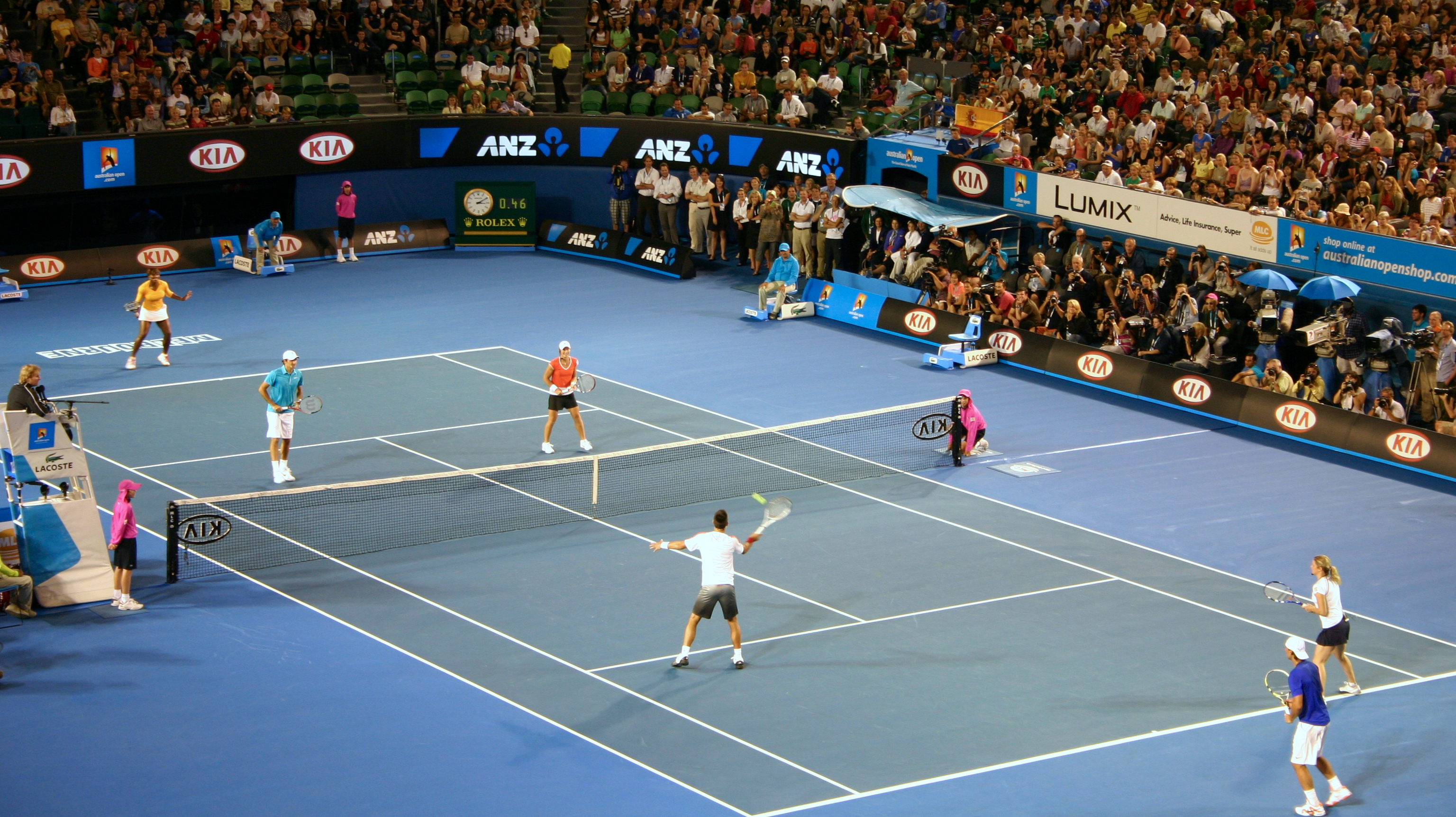
„Trojhra“ během Australian Open 2010 v rámci charitativní akce na pomoc obětem ničivého zemětřesení na Haiti. Clijstersová hrála v pravé polovině dvorce s Rafaelem Nadalem a Novakem Djokovićem

- první tenistka, která obhájila titul na US Open od sezóny 2001 a úspěšné obhajoby Venus Williamsové,
- druhá tenistka otevřené éry, která na US Open ve třech startech za sebou, třikrát vyhrála (grandslamu se nezúčastnila v letech 2006, 2007 a 2008; Chris Evertová získala v období 1975–1978 čtyři tituly v řadě),
- 21 vítězných utkání na US Open představovalo druhou nejdelší sérii, kterou předstihla pouze Chris Evertová v období 1975–1979 s 31 vyhranými dvouhrami,
- třetí žena, která vyhrála Grand Slam jako matka,
- třetí titul na Turnaji mistryň, jímž se přiřadila k Navrátilové, Selešové, Evertové a Grafové,
- nejvyšší výdělek sezóny na okruhu WTA přesahující 5 miliónů dolarů,
- první tenistka, která získala cenu WTA Hráčka roku v sezóně následující po obdržení ceny Návrat roku,
- rekordní sedmá Cena Karen Krantzckeové za  sportovní chování.

### 2011
- první porážka bývalé či současné světové jedničky poměrem 6–0 a 6–0 na Grand Slamu v otevřené éře, když tímto výsledkem zvítězila v úvodním kole Australian Open nad Dinarou Safinovou,
- výhrou na Australian Open zkompletovala čtvrtý titul ze čtyř nejdůležitějších turnajů hraných na tvrdém povrchu v řadě, když předtím vyhrála Miami Masters 2010, US Open 2010 a Turnaji mistryň 2010. Přiřadila se tak ke Steffi Grafové (1987–1988) a Monice Selešové (1991), které tohoto výkonu také dosáhly,
- třetí titul na Grand Slamu v roli matky, čímž vyrovnala rekord Margaret Courtové,
- první matka, která se stala světovou jedničkou (30. ledna 2011, hodnoceno od zavedení žebříčku WTA v roce 1975),
- poprvé světovou jedničkou v sezóně, v níž vyhrála titul na Grand Slamu,
- nejvýše postavený sportovec v žebříčku „Sto nejvlivnějších lidí“ amerického časopisu Time, když obsadila 16. místo

## Ocenění
1999
- belgická sportovkyně roku
- WTA Tour – nováček roku

2000
- belgická sportovkyně roku
- Velká cena Vlámska

Kim Clijstersová s Caroline Wozniackou (vpravo) u příležitosti přijetí premiérem Thajského království, 2010

Kim Clijstersová (první zleva) s Wozniackou během rozhovoru s thajským premiérem Apchisitem Vedžadžívem (třetí zleva)

- WTA Tour – Cena Karen Krantzckeové za sportovní chování

2001
- belgická sportovkyně roku
- WTA Tour – Cena Karen Krantzckeové za sportovní chování
- Velká cena Vlámska

2002
- belgická sportovkyně roku
- WTA Tour – Cena Karen Krantzckeové za sportovní chování

2003
- belgická sportovkyně roku
- WTA Tour – Cena Karen Krantzckeové za sportovní chování
- WTA Tour – Peachy Kellmeyer Player Service Award

2005
- belgická sportovkyně roku
- ITF – mistryně světa
- International Tennis Writers Association – hráčka roku
- WTA Tour – hráčka roku
- WTA Tour – návrat roku
- WTA Tour – Cena Karen Krantzckeové za sportovní chování

2006
- WTA Tour – Cena Karen Krantzckeové za sportovní chování
- WTA Tour – lidský čin – humanitářka roku

2009
- belgická sportovkyně roku
- Královská belgická tenisová federace – tenisový výkon roku
- WTA Tour – Cena Karen Krantzckeové za sportovní chování
- Světová sportovní cena Laureus – návrat roku
- ESPY – sportovní návrat roku

2010
- belgická sportovkyně roku
- Královská belgická tenisová federace – tenisový výkon roku
- WTA Tour – hráčka roku[271]
- WTA Tour – Peachy Kellmeyer Player Service Award
- Velká cena Vlámska

2011
- belgická sportovkyně roku

## Hráčské statistiky
Kim Clijstersová vyhrála na okruhu WTA čtyřicet jedna singlových a jedenáct deblových turnajů, včetně čtyř grandslamových titulů z dvouhry a dvou ze čtyřhry.

### Finále na Grand Slamu

#### Ženská dvouhra: 8 (4–4)
| Stav       | Rok  | Turnaj          | Povrch | Soupeřka ve finále   | Výsledek        |
| ---------- | ---- | --------------- | ------ | -------------------- | --------------- |
| Finalistka | 2001 | French Open     | antuka | Jennifer Capriatiová | 6–1, 4–6, 10–12 |
| Finalistka | 2003 | French Open (2) | antuka | Justine Heninová     | 0–6, 4–6        |
| Finalistka | 2003 | US Open         | tvrdý  | Justine Heninová     | 5–7, 1–6        |
| Finalistka | 2004 | Australian Open | tvrdý  | Justine Heninová     | 3–6, 6–4, 3–6   |
| Vítězka    | 2005 | US Open         | tvrdý  | Mary Pierceová       | 6–3, 6–1        |
| Vítězka    | 2009 | US Open (2)     | tvrdý  | Caroline Wozniacká   | 7–5, 6–3        |
| Vítězka    | 2010 | US Open (3)     | tvrdý  | Věra Zvonarevová     | 6–2, 6–1        |
| Vítězka    | 2011 | Australian Open | tvrdý  | Li Na                | 3–6, 6–3, 6–3   |

#### Ženská čtyřhra: 3 (2–1)
| Stav       | Rok  | Turnaj      | Povrch | Spoluhráčka   | Soupeřky ve finále                          | Výsledek      |
| ---------- | ---- | ----------- | ------ | ------------- | ------------------------------------------- | ------------- |
| Finalistka | 2001 | Wimbledon   | tráva  | Ai Sugijamová | Lisa Raymondová Rennae Stubbsová            | 4–6, 3–6      |
| Vítězka    | 2003 | French Open | antuka | Ai Sugijamová | Virginia Ruanová Pascualová Paola Suárezová | 6–7, 6–2, 9–7 |
| Vítězka    | 2003 | Wimbledon   | tráva  | Ai Sugijamová | Virginia Ruanová Pascualová Paola Suárezová | 6–4, 6–4      |

#### Smíšená čtyřhra: 1 (0–1)
| Stav       | Rok  | Turnaj    | Povrch | Spoluhráč      | Soupeři ve finále             | Výsledek      |
| ---------- | ---- | --------- | ------ | -------------- | ----------------------------- | ------------- |
| Finalistka | 2000 | Wimbledon | tráva  | Lleyton Hewitt | Kimberly Poová Donald Johnson | 4–6, 6–7(3–7) |

### Finále Turnaje mistryň

#### Dvouhra: 3 (3–0)
| Stav    | Rok  | Turnaj      | Povrch    | Soupeřka ve finále | Výsledek      |
| ------- | ---- | ----------- | --------- | ------------------ | ------------- |
| Vítězka | 2002 | Los Angeles | tvrdý (h) | Serena Williamsová | 7–5, 6–3      |
| Vítězka | 2003 | Los Angeles | tvrdý (h) | Amélie Mauresmová  | 6–2, 6–0      |
| Vítězka | 2010 | Dauhá       | tvrdý     | Caroline Wozniacká | 6–3, 5–7, 6–3 |

#### Čtyřhra: 1 (0–1)
| Stav       | Rok  | Turnaj      | Povrch | Spoluhráčka   | Soupeřky ve finále                          | Výsledek      |
| ---------- | ---- | ----------- | ------ | ------------- | ------------------------------------------- | ------------- |
| Finalistka | 2003 | Los Angeles | tvrdý  | Ai Sugijamová | Virginia Ruanová Pascualová Paola Suárezová | 4–6, 6–3, 3–6 |

## Chronologie výsledků dvouhry na velkých turnajích
| Turnaj          | 1997 | 1998 | 1999 | 2000 | 2001 | 2002  | 2003  | 2004 | 2005  | 2006 | 2007 | 2008 | 2009  | 2010  | 2011  | 2012 | SR     | V–P    | % výher |
| --------------- | ---- | ---- | ---- | ---- | ---- | ----- | ----- | ---- | ----- | ---- | ---- | ---- | ----- | ----- | ----- | ---- | ------ | ------ | ------- |
| Grand Slam      |      |      |      |      |      |       |       |      |       |      |      |      |       |       |       |      |        |        |         |
| Australian Open | A    | A    | A    | 1R   | 4R   | SF    | SF    | F    | A     | SF   | SF   | A    | A     | 3R    | Vítěz | SF   | 1 / 10 | 43–9   | 82,70   |
| French Open     | A    | A    | A    | 1R   | F    | 3R    | F     | A    | 4R    | SF   | A    | A    | A     | A     | 2R    | A    | 0 / 7  | 23–7   | 76,66   |
| Wimbledon       | A    | A    | 4R   | 2R   | QF   | 2R    | SF    | A    | 4R    | SF   | A    | A    | A     | QF    | A     | 4R   | 0 / 9  | 29–9   | 76,32   |
| US Open         | A    | A    | 3R   | 2R   | QF   | 4R    | F     | A    | Vítěz | A    | A    | A    | Vítěz | Vítěz | A     | 2R   | 3 / 8  | 37–5   | 88,10   |
| Výhry–prohry    | 0–0  | 0–0  | 5–2  | 2–4  | 17–4 | 11–4  | 22–4  | 6–1  | 13–2  | 14–3 | 5–1  | 0–0  | 7–0   | 13–2  | 8–1   | 8–2  | 4 / 34 | 132–30 | 81,48   |
| Turnaj mistryň  |      |      |      |      |      |       |       |      |       |      |      |      |       |       |       |      |        |        |         |
| Turnaj mistryň  | A    | A    | A    | QF   | SF   | Vítěz | Vítěz | A    | ZS    | SF   | A    | A    | A     | Vítěz | A     | A    | 3 / 7  | 19–7   | 73,08   |

| Legenda | Legenda                                   | Legenda | Legenda                     |
| ------- | ----------------------------------------- | ------- | --------------------------- |
| SR      | poměr vyhraných turnajů ku všem odehraným | W–L V–P | výhry–prohry                |
| NH      | daný rok se turnaj nekonal                | A       | turnaje se hráč nezúčastnil |
| 1Q / LQ | prohra v (kole) kvalifikace               | 1k / 1R | prohra v daném kole turnaje |
| QF / ČF | prohra ve čtvrtfinále                     | SF      | prohra v semifinále         |
| F       | prohra ve finále                          | Vítěz   | vítězství v turnaji         |

## Postavení na konečném žebříčku WTA
Umístění na žebříčku WTA ve dvouhře a čtyřhře na konci sezóny.

### Dvouhra
| Sezóna | 1998 | 1999  | 2000  | 2001 | 2002 | 2003 | 2004  | 2005 | 2006 | 2007 | 2008 | 2009  | 2010 | 2011  |
| Pořadí | 409. | ▲ 47. | ▲ 18. | ▲ 5. | ▲ 4. | ▲ 2. | ▼ 22. | ▲ 2. | ▼ 5. | ▼–   | –    | ▲ 18. | ▲ 3. | ▼ 13. |

### Čtyřhra
| Sezóna | 2001 | 2002  | 2003 | 2004–2012 |
| Pořadí | 15.  | ▼ 24. | ▲ 4. | –         |